# Arno Breker

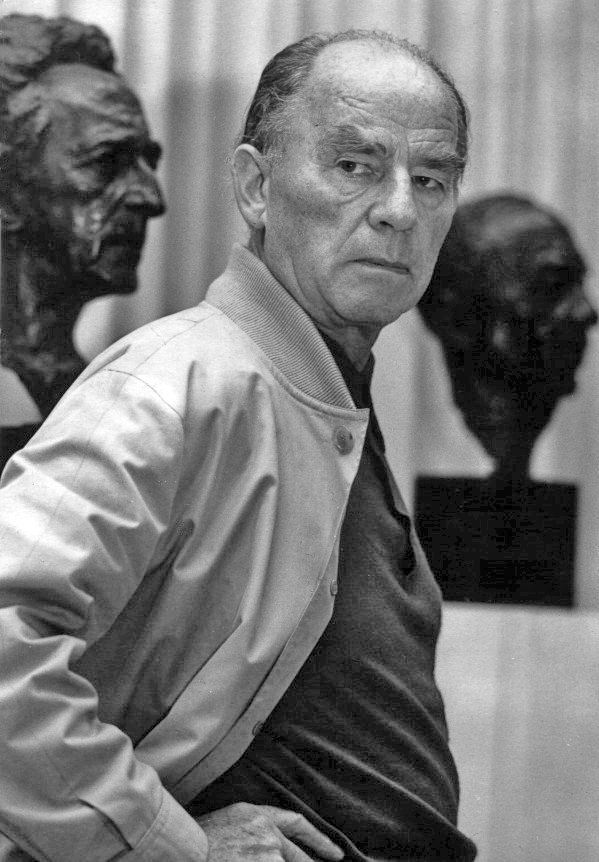
Arno Breker (1972) in seinem Düsseldorfer Atelier

Arno Breker (* 19. Juli 1900 in Elberfeld; † 13. Februar 1991 in Düsseldorf) war ein deutscher Bildhauer und Architekt. Künstlerische Prägung und erste Erfolge hatte er in Frankreich erfahren, bevor er sich ab 1936 in Deutschland zu einem der prominentesten Künstler des nationalsozialistischen Staats entwickelte, protegiert unmittelbar durch Adolf Hitler. In dessen Auftrag wirkte er vor allem am Skulpturenwerk für die geplante Welthauptstadt Germania. Sein markanter Stil wurde prägend für die Ästhetik des NS-Systems. Hitler veranlasste 1944 die Aufnahme von Brekers Namen in die Gottbegnadeten-Liste. Trotz des großen Stellenwerts seines Werks und seiner Person für das NS-Regime wurde Breker nach Kriegsende (1948) nur als Mitläufer eingestuft. Noch lebenslang hochumstritten, blieb ihm besonders der Vorwurf fehlender Reue anhaften. Vor und nach der NS-Zeit machte der Künstler sich vor allem mit der Gestaltung von Porträtbüsten einen Namen. Sie brachten ihm internationale Anerkennung ein, insbesondere unter Künstlerkollegen wie Aristide Maillol, Ernst Fuchs oder Salvador Dalí.

## Leben und Wirken

### Ausbildung
Arno Breker wurde als ältester Sohn des Steinmetz-Meisters und Grabmalkünstlers Arnold Breker und dessen Frau Luise im Jahre 1900 in Elberfeld geboren. Hans Breker, der auch Bildhauer wurde, war sein jüngerer Bruder. Arno Breker besuchte die Oberrealschule, erlernte im elterlichen Betrieb schon früh das Steinmetz-Handwerk, besuchte die Handwerker- und Kunstgewerbeschule Elberfeld und beschäftigte sich mit den Werken Auguste Rodins und Michelangelos. Nachdem er eine Zusammenarbeit mit dem Künstler und Professor Adolf von Hildebrand (München) aus wirtschaftlichen Gründen nicht hatte verwirklichen können, begann Breker 1920 ein Studium an der Düsseldorfer Kunstakademie. Dort begegnete er den revolutionären Künstlern des Jungen Rheinland, von denen er sich aber nach einiger Zeit distanzierte. Er schloss sich der Rheingruppe an, die sich 1923 vom Jungen Rheinland abgespalten hatte. Hier entwickelte sich im Laufe der Jahre eine enge Freundschaft zu Ernst Gottschalk. Sein Vorbild wurde Rodin, weil eine Skulptur des französischen Bildhauers bei ihm einen starken Eindruck hinterlassen hatte. Er studierte Architektur bei Wilhelm Kreis und Plastik bei Hubert Netzer, einem Schüler Adolf von Hildebrands.
Er beteiligte sich erfolgreich an mehreren Architekturwettbewerben und Wettbewerben für Ehrenmale, so etwa 1922/23 an einem Wettbewerb für die Gestaltung des Ehrenfriedhofs seiner Heimatstadt Elberfeld (Mutter-Sohn-Gruppe, Pietà-Typus). Der Kunstverein für die Rheinlande und Westfalen beauftragte ihn mit der Gestaltung von Jahresgaben. 1924, kurz vor dem Ende seines Studiums, unternahm er seine erste Reise nach Paris, dem damaligen Zentrum der modernen Plastik. Dort begegnete er dem Schriftsteller und Maler Jean Cocteau, dem Filmregisseur Jean Renoir, dem Kunsthändler Daniel-Henry Kahnweiler und dem Kunsthändler und Publizisten Alfred Flechtheim. Auch lernte er dort Pablo Picasso kennen. Flechtheim nahm Breker unter Vertrag und machte ihn in der Pariser Kunstszene bekannt.
Im Jahr 1925 schloss Breker sein Studium in Düsseldorf ab. Die zur Ausstellung GeSoLei im Auftrag von Wilhelm Kreis geschaffene Monumental-Figur der liegenden Aurora auf dem Dach des Ehrenhofes in Düsseldorf verdeutlicht Brekers Begabung für baugebundene Bildhauerei. Arno Breker erhielt den Wanderpreis des Regierungspräsidenten in Düsseldorf verliehen.

### 1926–1934
1927 bekam Breker von der Stadt Budberg (Rheinberg/Niederrhein) einen Auftrag für die Gestaltung eines Kriegerdenkmals. Ein 1928 eingeweihtes Denkmal bei Kleve-Kellen, das an Übergriffe belgischer Truppen während der Besatzungszeit nach dem Ersten Weltkrieg (1918–1926) erinnert, stammt ebenfalls aus seinem Atelier. Dies waren Arbeiten, die er wahrscheinlich – ebenso wie die Aurora – der Vermittlung seines ehemaligen Lehrers Wilhelm Kreis verdankte. So folgten Porträtbüsten, etwa die des Malers Otto Dix, oder im Regierungsauftrag eine Büste Friedrich Eberts, des im Februar 1925 verstorbenen ersten Reichspräsidenten der Weimarer Republik. Er unternahm eine zweite Reise nach Paris und begegnete dort unter anderem Alexander Calder.
Breker beschloss, sich in Paris niederzulassen. Er knüpfte zahlreiche Kontakte – darunter lebenslange Freundschaften – zu Künstlern und Intellektuellen wie Aristide Maillol, Charles Despiau, Maurice de Vlaminck, Robert Delaunay, Emile Antoine Bourdelle, Constantin Brâncuși, Jules Pascin, Jean Fautrier, Isamu Noguchi oder Man Ray und bereiste Nordafrika. Dabei begegnete er der Griechin Demetra Messala, genannt „Mimina“, die seine Lebensgefährtin wurde. Demetra war die Tochter eines griechischen Diplomaten, die bereits für Pablo Picasso und Aristide Maillol Modell zu stehen pflegte. Breker fertigte 1933 von ihr eine Skulptur an. Es entstanden zahlreiche Skizzen und Zeichnungen sowie die Radierungs- und Lithographienfolge Tunesische Reise. 1927 stellte er gemeinsam mit Alf Bayrle aus, der ebenfalls in Paris lebte. Daraus entstand eine langjährige Freundschaft, die auch durch einen regen Briefaustausch belegt ist.
Brekers plastische Arbeiten wurden in diesem Zeitabschnitt stark von Aristide Maillol, Charles Despiau und Auguste Rodin beeinflusst. Breker versuchte bei seinen Akten, Torsi und Porträtbüsten die unterschiedlichen Stile, auch die Oberflächenbehandlungen seiner Vorbilder zu verschmelzen. Außerdem entwickelte er das Gussverfahren der reinen Form – ohne Unebenheiten an den Oberflächen seiner Figuren –, das später für seine Darstellungen zur Zeit des Nationalsozialismus kennzeichnend wurde.
Die Verbindung nach Deutschland riss jedoch nicht ab. So erhielt er Aufträge für eine Großplastik für die Matthäikirche in Düsseldorf und für das Denkmal Conrad Röntgens in Remscheid. Es fanden Ausstellungen seiner Werke statt, er nahm an Wettbewerben in Deutschland teil, unter anderem am Wettbewerb der Stadt Düsseldorf für ein Heinrich-Heine-Denkmal (Standort seit 1983 vor dem Kurtheater Norderney). Breker hinterließ Ernst Gottschalk 1928 sein Atelier in der Neuen Kunstakademie, nachdem er dieses zuvor an den Künstler Jankel Adler untervermietet hatte und es wegen Mietschulden der Stadt Düsseldorf gegenüber durch Adler zu einem Konflikt kam.
Im Jahre 1932 erhielt er den Rom-Preis der Preußischen Akademie der Künste. Mit diesem Preis war ein Stipendium verbunden, das Breker für sieben Monate, von Oktober 1932 bis Mai 1933, in die Villa Massimo zu einem Studienaufenthalt brachte. Hier war einer seiner jüdischen Bekannten, der Künstler Felix Nussbaum, sein Ateliernachbar. Während seines Romaufenthaltes gestaltete Breker unter anderem eine Rekonstruktion der ersten Fassung von Michelangelos Pietà, die auch in Fachkreisen Erwähnung fand, und beteiligte sich an einem Wettbewerb für einen Soldatenfriedhof in Frankreich (Fricourt/Departement Somme). Seine Zeit in Rom sah Breker selbst als „Vorbereitung auf die monumentale Arbeit großen Ausmaßes, die mich erwartete“.
1933 folgten Studienaufenthalte in Florenz und Neapel. Die hier aufgenommenen Anregungen von der Skulptur der Antike und der Renaissance – insbesondere Michelangelos – beeinflussten nachhaltig Brekers mittlere als klassische Periode bezeichnete Zeit des Nationalsozialismus.

### 1934–1945

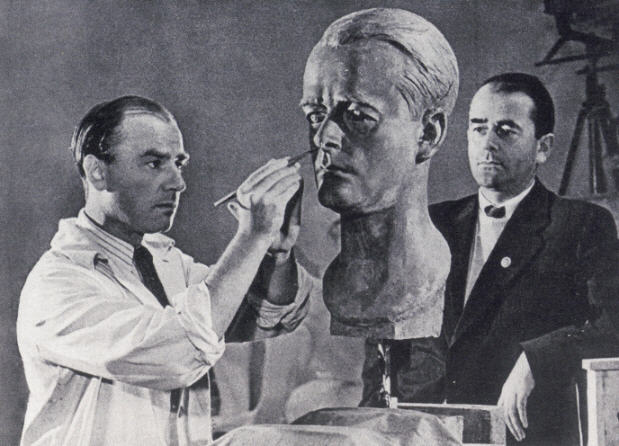
Breker porträtiert Albert Speer (1940)

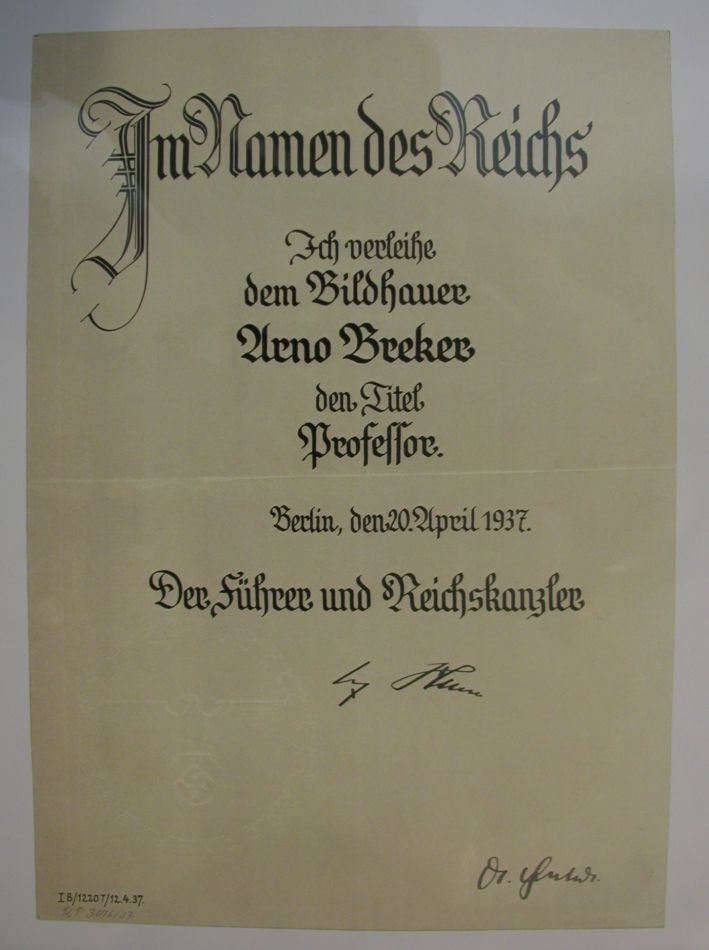
Verleihung des Titels „Professor“ (ohne universitären Bezug) an Arno Breker, 1937

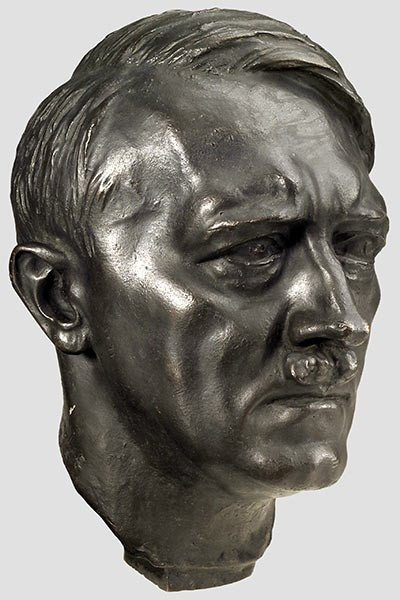
Büste Adolf Hitler (1938)

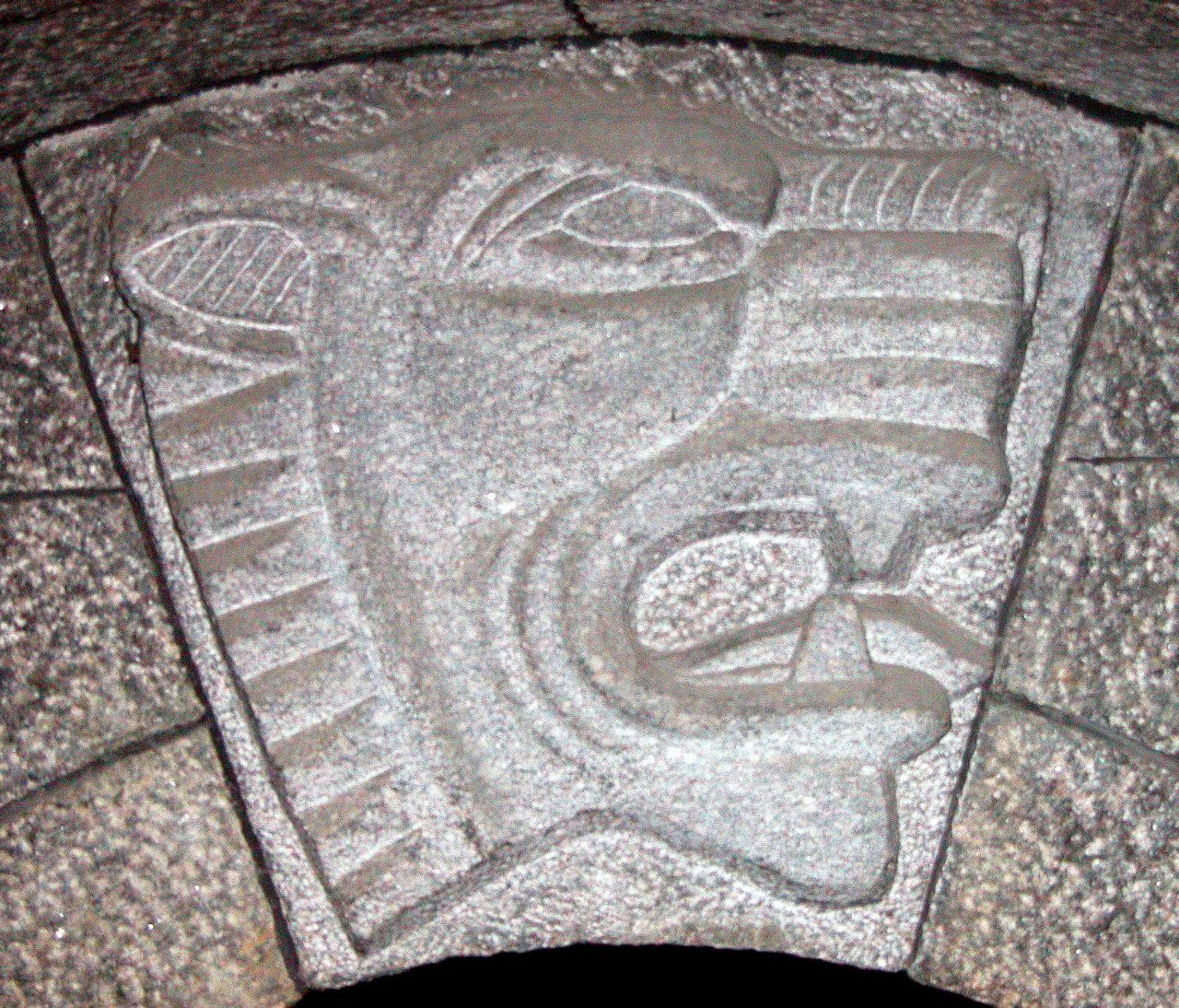
Löwenkopf von Breker im Braunschweiger Dom

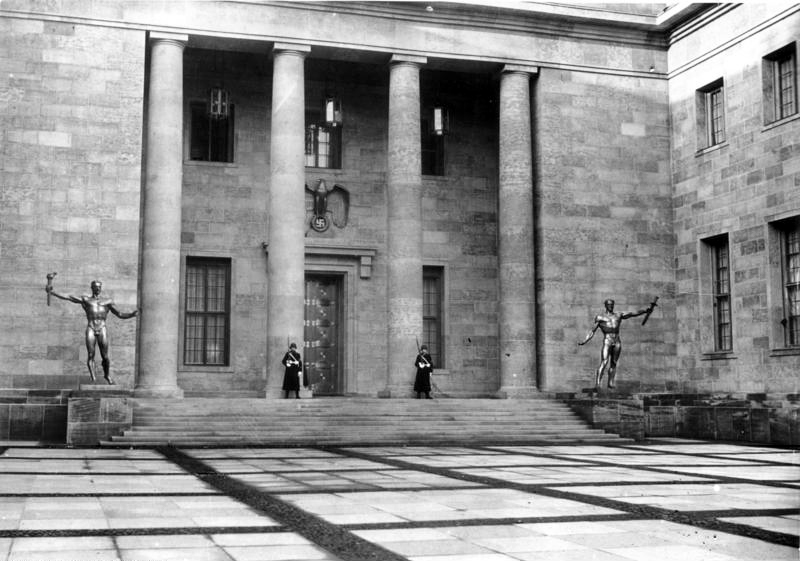
Berlin, Neue Reichskanzlei, Eingang im Innenhof mit den Skulpturen Die Partei und Die Wehrmacht

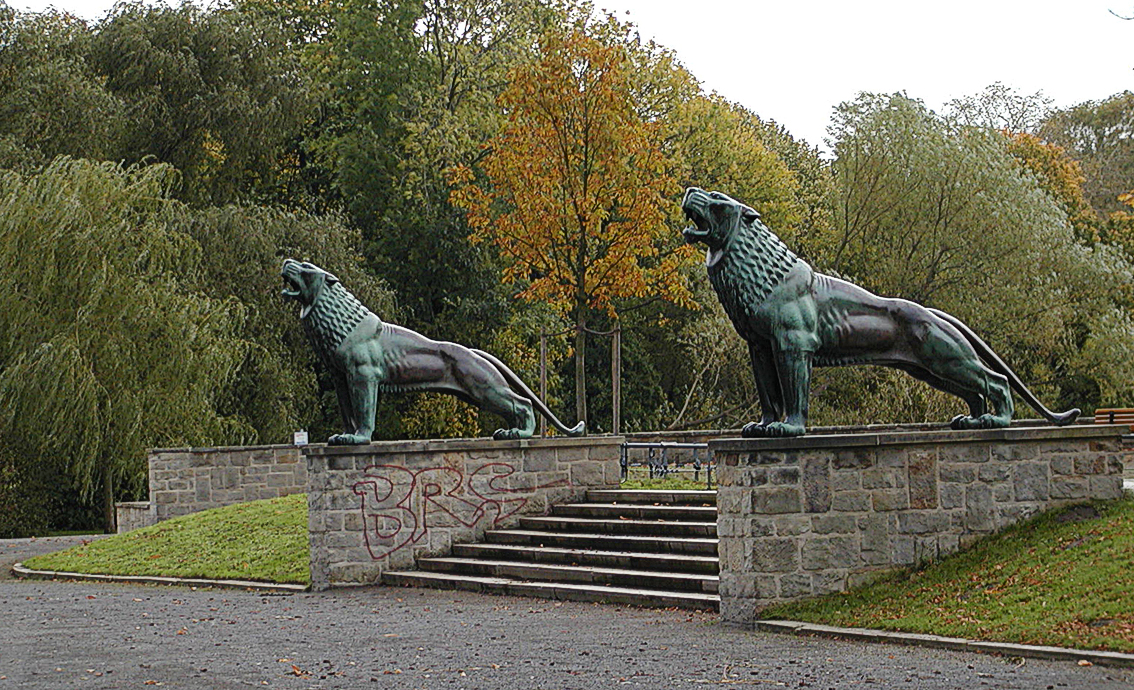
Die Löwen an der Löwenbastion am Maschsee

Im Jahr 1934 verließ Breker Frankreich und kehrte nach Deutschland zurück. Nach Brekers eigenem Bekunden war es das Drängen von Wilhelm Hausenstein, Grete Ring und Max Liebermann, das ihn dazu bewog, Paris zu verlassen, um sich in Berlin niederzulassen. Liebermann vermittelte Breker am neuen Wohnsitz das Atelier des 1921 verstorbenen Bildhauers August Gaul. Es entstand eine Büste von Liebermann. Zu dessen Tod 1935 nahm Breker ihm die Totenmaske ab.
Breker galt den Nationalsozialisten zunächst als dekadent und zu frankreichorientiert, und so erhielt er in der ersten Zeit nach seiner Rückkehr vor allem Porträtaufträge von Industriellen, Militärs oder auch Künstlerkollegen. Erste öffentliche Aufträge führte er 1935 aus: die Hoheitszeichen am Berliner Finanzministerium, Steinreliefs am Gebäude der Nordstern-Lebensversicherung in Berlin-Schöneberg, figürlicher Schmuck am Hauptportal der Deutschen Versuchsanstalt für Luftfahrt, Berlin-Adlershof, die Plastik Der Flieger für das Hauptgebäude der Dresdner Luftkriegsschule, doch erst im Jahre 1936 begann sein rasanter Aufstieg zum prominentesten Bildhauer des Dritten Reiches. Am 10. September 1937 beantragte er die Aufnahme in die NSDAP und wurde rückwirkend zum 1. Mai desselben Jahres aufgenommen (Mitgliedsnummer 5.379.989).
Für die von 1936 bis 1938 durchgeführten Umbauten der Gruft von Heinrich dem Löwen im Braunschweiger Dom fertigte Breker ein Löwenkopf-Relief.
Sein Entwurf, den er anlässlich eines Wettbewerbs zur Gestaltung der Torpfeiler der Dietrich-Eckart-Freilichtbühne auf dem Reichssportfeld einreichte, wurde angekauft. Im Anschluss daran erhielt Breker den Auftrag für zwei Monumentalfiguren für das Haus des Deutschen Sports (Zehnkämpfer und Siegerin), die insbesondere Hitlers Aufmerksamkeit erlangten. Für beide Figuren erhielt er bei der olympischen Kunstausstellung in Berlin 1936 im Plastik-Wettbewerb die Silbermedaille des Internationalen Olympischen Komitees.
Zur Gestaltung der Olympischen Spiele 1936 beschloss die NS-Regierung die stilistische Orientierung an der Antike. Brekers Anlehnung an Plastiken der griechischen Antike kam diesen Bestrebungen entgegen. In seinen Figuren sahen die Nationalsozialisten die ästhetischen Ideale ihrer Rassenlehre, den „gesunden, arischen Menschentyp“, versinnbildlicht.
So wurde Brekers Ausdrucksform als „gestaltete Gesinnung, formgewordene Weltanschauung“, als richtungweisend für den neuen deutschen Stil proklamiert. Rückblickend bezeichnete Breker selbst das Jahr 1936 als Wendepunkt seiner Existenz. In der Folgezeit wurde er von der NS-Propaganda zum „bedeutendsten deutschen Bildhauer der Gegenwart“, gar zum Vorkämpfer der nationalsozialistischen Revolution stilisiert, schienen seine monumentalen Figuren doch hervorragend geeignet, den Kampf des Neuen Reiches gegen die Verfallserscheinungen in der Kunst (Entartete Kunst) und der Gesellschaft insgesamt visuell fassbar zu machen.
Breker gewann zunehmend Einfluss in kunstpolitischen Gremien. So war er Juror für die Abteilung Plastik der ersten Großen Deutschen Kunstausstellung, die im Juli 1937 (dann jährlich bis 1944) im Haus der Deutschen Kunst in München stattfand. An der Seite des Präsidenten der Reichskammer der bildenden Künste, Adolf Ziegler, nahm Breker die Auswahl der plastischen Werke vor. Zugelassen wurden nach staatlicher Anweisung ausschließlich Künstler, die nicht im Sinne der entarteten Kunst arbeiteten. Breker selbst war auf der Ausstellung mit vier Plastiken vertreten. Bis Kriegsende konnte er zweiundvierzig seiner Werke auf dieser bedeutendsten Ausstellung nationalsozialistischer Kunst zeigen. So passte Breker nicht nur seinen eigenen Stil dem künstlerischen Ideal des Regimes an, sondern förderte in seiner Eigenschaft als Juror diejenigen Künstler, die im Sinne der Machthaber arbeiteten.
Weitere öffentliche Aufträge folgten, beispielsweise für die Großplastik Prometheus für das Propagandaministerium in Berlin, den Ikarus für die Dresdner Luftkriegsschule, die Rosseführer für die Bauten der Wehrmacht in Dessau, für die Stadt Hannover die Löwen am Maschsee.
Im selben Jahr wurde Breker zum Professor einer Bildhauerklasse an der Hochschule für Bildende Künste Berlin berufen. Er heiratete die Griechin Demetra Messala. Ende 1937 erhielt er den Auftrag zu den beiden Monumentalfiguren Die Partei und Die Wehrmacht für den Ehrenhof der Neuen Reichskanzlei (Einweihung am 9. Januar 1939). Nach Hitlers Meinung gehörten die Plastiken „wohl zum Schönsten, was in Deutschland je geschaffen wurde“. Gleichzeitig arbeitete er an fünf Figuren (Wager, Wäger, Anmut, Psyche, Eos) und zwei Marmorreliefs (Genius, Sieger) für den Runden Saal dieses Gebäudes. Diese Aufträge bildeten den Beginn der engen persönlichen Zusammenarbeit zwischen dem Bildhauer und Albert Speer, seit 30. Januar 1937 Generalbauinspektor für die Reichshauptstadt, der die „Neugestaltung Berlins zur Hauptstadt des Großgermanischen Reiches“ planen und durchführen sollte. Breker wurde die Aufgabe übertragen, die Neubauten mit seinen Plastiken zu schmücken. Gefördert wurde Brekers Aufstieg vermutlich von Wilhelm Kreis, Brekers ehemaligem Lehrer für Architektur an der Düsseldorfer Kunstakademie, mit dem Breker zeitlebens eine enge Freundschaft verband. Es entstanden Entwürfe Brekers für den Brunnen am Runden Platz, Reliefs für die geplante Soldatenhalle, für einen 240 Meter langen Relieffries an der geplanten Nord-Süd-Achse, eine Reihe heroisierender Darstellungen mit den Titeln Fackelträger, Opfer, Rächer, Wächter, Vergeltung und Kameraden, dann Reliefs für den Großen Triumphbogen und den Führerbau.

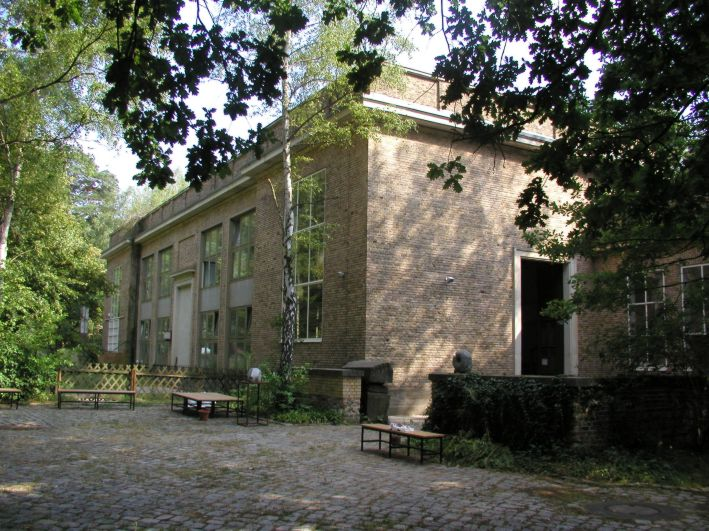
Atelier in Berlin

Für diese Aufgabe ließ die NS-Regierung Breker in Berlin-Dahlem ein Großraumatelier einrichten, das nach Plänen von Hans Freese 1939 bis 1942 am Käuzchensteig entstand, Breker nutzte es wegen der nahenden Kriegsfront jedoch nur ein knappes Jahr. Der Berliner Senat hat das erhaltene Gebäude 1990 unter Denkmalschutz gestellt. Seit 2015 ist es das Kunsthaus Dahlem, in dessen Garten 2020 bei Bauarbeiten zwei Marmorplastiken von Breker gefunden wurden. Eine von ihnen zeigt das überlebensgroße Abbild eines Roma-Jungen, den Romanichel, geschaffen 1940 (zu einer Zeit, als die Deportationen von Sinti und Roma begannen).
Im Frühjahr 1938 wurde in Warschau und Krakau die Ausstellung Deutsche Bildhauer der Gegenwart mit Breker, Georg Kolbe und Richard Scheibe ein großer Erfolg. 1940 erhielt Breker als erster bildender Künstler den Mussolini-Preis der Biennale in Venedig. 1941 wurde Breker Vizepräsident der Reichskulturkammer der Bildenden Künste.

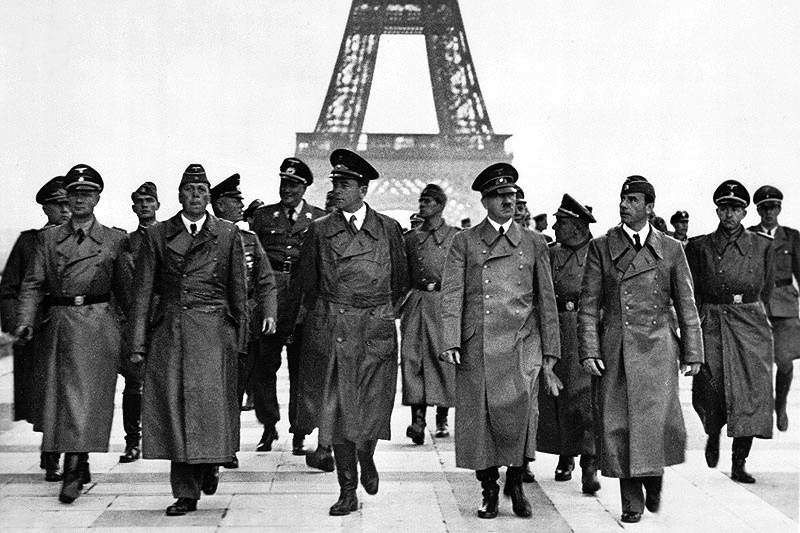
Breker (vorn rechts) im Gefolge von Adolf Hitler, Paris 23. Juni 1940

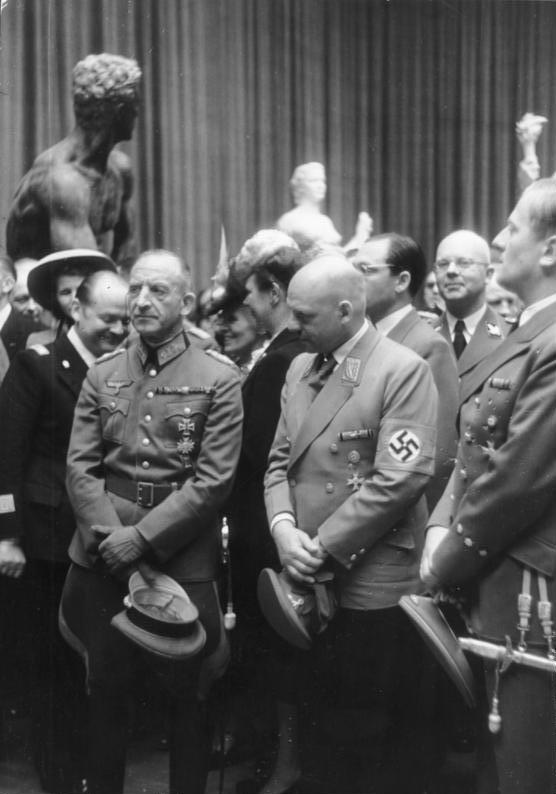
Eröffnung einer Breker-Ausstellung, Mitte Gauleiter Fritz Sauckel, 15. Mai 1942 im von der Wehrmacht besetzten Paris

Am 23. Juni 1940, einen Tag nach Unterzeichnung des Waffenstillstandsabkommens mit Frankreich im Wald von Compiègne, nahm Breker im Gefolge von Adolf Hitler, zusammen mit den Architekten Albert Speer und Hermann Giesler, an einer nur wenige Stunden dauernden Visite des besetzten Paris teil. Besichtigt wurden die Pariser Oper, Champs Elysées, Trocadéro, Eiffelturm, Invalidendom (Grabstätte Napoleons I.), Panthéon und Sacré Cœur. Wenig später erhielt Breker – vermutlich vermittelt von Speer – das arisierte Luxusapartment von Helena Rubinstein auf der Île Saint-Louis (Quai de Béthune 24) zu seiner Verfügung.
Zum 40. Geburtstag Brekers, 1940, machte Hitler ihm das ehemalige Gut Jäckelsbruch in Eichwerder (Wriezen) in „dankbarer Anerkennung seiner schöpferischen Arbeit im Dienste der deutschen Kunst“ zum Geschenk. Die Schenkung umfasste das Schloss mit Park sowie die gesamte Ausstattung des Hauses und ein vom Architekten Friedrich Tamms neu erbautes Atelier. Die Innenausstattung entstand nach Entwürfen von Paul von Waldthausen.
Im April 1942 erwähnte Hitler bei einem Tischgespräch, dass er persönlich dafür gesorgt habe, das Jahreseinkommen Brekers von einer Million RM bei einem Steuersatz von 15 % zu belassen. In Wriezen befand sich seit Mitte 1941 ein großes Werksgelände mit Gleisanschluss und Kanalhafen – die Steinbildhauerwerkstätten Arno Breker GmbH. Die Dotation hatte einen Wert von 800.000 Reichsmark.
Bei den Steinbildhauerwerkstätten handelte es sich um eine Einrichtung des Generalbauinspektors für die Reichshauptstadt Berlin, was es Speer ermöglichte, Aufträge jedweder Größenordnung ohne Genehmigungsverfahren direkt an Breker zu vergeben. In den Werkstätten entstanden Bildhauerarbeiten für die Neugestaltung Berlins und für das Parteitagsgelände in Nürnberg. Die Werkstätten wurden in den folgenden Jahren mit Millionenbeträgen kontinuierlich ausgebaut. Gegen Ende des Krieges wurden bis zu 50 Kriegsgefangene und Zwangsarbeiter für Arbeiten an den Figuren eingesetzt. Im benachbarten Wriezen wollten die Nationalsozialisten sogar eine eigene Künstlerkolonie aufbauen, deren ausgewählte Künstler Monumentalwerke für Berlin, München, Nürnberg und Hamburg herstellen sollten. Dafür waren 1941 bereits erste Hallen fertig geworden, die nach dem Krieg bis in das 21. Jahrhundert teilweise erhalten blieben. Steine für die geplanten Großaufträge waren schon in Franken gebrochen und per Schiff über die Oder nach Wriezen transportiert worden. Darüber hinaus wurden in einer Gastwirtschaft des Ortes nach 1945 vier große Webstühle entdeckt, die zur Herstellung großer Gobelins vorgesehen waren. Insgesamt sollten in dieser Kolonie rund 10.000 Menschen an der Verherrlichung der NS-Herrschaft arbeiten.
Im Mai 1942 eröffnete die Vichy-Regierung eine Arno-Breker-Einzelausstellung in der Orangerie des Tuileriengartens im besetzten Paris mit einem Staatsakt – in Anwesenheit von Abel Bonnard, Fernand de Brinon, Jacques Benoist-Méchin, Georges Scapini, zahlreichen französischen Künstlern, wie Charles Despiau, Jean Cocteau, dem deutschen Botschafter Otto Abetz und weiteren Vertretern der deutschen Besatzungsmacht und anderen ausgewählten Gästen. Erziehungs- und Unterrichtsminister Abel Bonnard und Staatssekretär Jacques Benoist-Méchin hielten hierbei die offiziellen Ansprachen.
Weitere Einzelausstellungen während des Krieges fanden statt 1943 im „Haus der rheinischen Heimat“ in Köln und von Juni bis September 1944 im Potsdamer Garnisonsmuseum Lustgarten – veranstaltet von Albert Speer und dem Gauleiter für die Mark Brandenburg, Oberpräsident Emil Stürtz.
1944 folgte Breker dem Ruf an die Preußische Akademie der Künste als Vorsteher eines Meisterateliers und wurde in den Senat der Akademie aufgenommen. Ebenfalls 1944 entstand der Dokumentarfilm Arno Breker – Harte Zeit, starke Kunst. (Regie: Arnold Fanck, Hans Cürlis; Produktion: Riefenstahl-Film GmbH, Berlin). Angesichts dieser zahlreichen Aktivitäten wurde der Bildhauer von Adolf Hitler selbst in die Sonderliste der Gottbegnadeten-Liste mit den „unersetzlichen Künstlern“ aufgenommen, was für ihn die Freistellung vom Kriegsdienst bedeutete. Zahlreiche Monumentalplastiken Brekers wurden durch Kriegseinwirkung zerstört, andere Werke verschwanden in Depots oder befinden sich in privaten Sammlungen, einige seiner Werke stehen jedoch nach wie vor auf Sockeln in Museen, in Parks oder an Portalen und Plätzen, ohne auf den ersten Blick als Plastiken von Arno Breker erkannt zu werden.
Ab Mitte 1944, als die Luftangriffe auf Berlin zu heftig wurden, suchte der Arbeitsstab für den Wiederaufbau bombenzerstörter Städte in einem Barackenlager in Wriezen Unterschlupf.

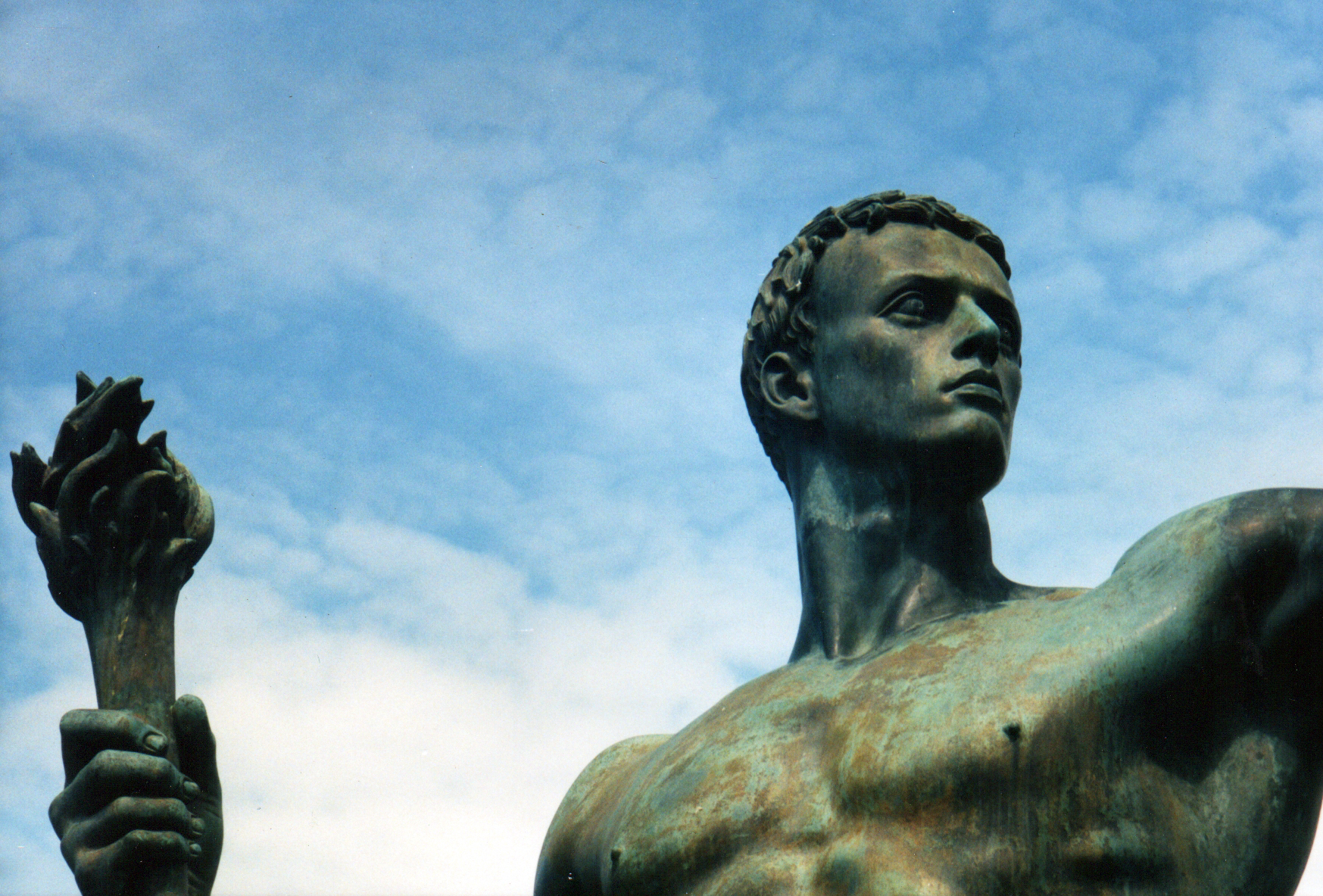
Die Partei

Zahlreiche Bildbände und Fotopostkarten sind in dieser Zeit entstanden, fotografiert von Charlotte Rohrbach.

### Nachkriegszeit
Noch während der letzten Kämpfe im Frühjahr 1945 zog Breker nach Wemding in Bayern.
1948 wurde Breker bei der Entnazifizierung durch die Spruchkammer Donauwörth in der damaligen amerikanischen Besatzungszone trotz seines massiven künstlerischen Engagements für den nationalsozialistischen Staat als Mitläufer eingestuft, da er sich nachweislich für verfolgte Künstler eingesetzt hatte: In Paris hatte er nach eigener Darstellung während der deutschen Besetzung den Maler Pablo Picasso vor dem Zugriff der Gestapo bewahrt. Picasso war Sympathisant der Kommunisten und sei so der Deportation in ein Konzentrationslager entgangen. Arno Breker wurde auch die Rettung des deutschen Verlegers Peter Suhrkamp zugeschrieben, der 1944 unter dem dringenden Verdacht des Widerstandes gegen Adolf Hitler inhaftiert worden war und im Konzentrationslager schwer erkrankte. Breker hatte Suhrkamp im Gestapo-Gefängnis besucht und sich bei Albert Speer und Hitler für die Entlassung des Verlegers eingesetzt.
Es wird angenommen, dass Breker während der Zeit in Wriezen durch seine Kontakte zum Kreis des Generalbauinspektors bzw. des Arbeitsstabes für den Wiederaufbau über die Nachkriegsplanungen der NS-Bauverwaltung gut informiert war. Als Friedrich Tamms 1948 zum Leiter des Stadtplanungsamtes Düsseldorf ernannt wurde und in enger Zusammenarbeit mit Rudolf Wolters begann, ehemalige Mitarbeiter des Generalbauinspektors der Reichshauptstadt Berlin nach Düsseldorf zu ziehen, hielt offensichtlich auch Arno Breker den Zeitpunkt für gekommen, seinen Wohnsitz hierher zu verlegen. Er ließ sich 1950 in Düsseldorf nieder, wo neben Tamms und Wolters bereits andere ehemalige Mitarbeiter des Arbeitsstabs – darunter Wilhelm Kreis, Helmut Hentrich, Hans Heuser, Karl Piepenburg, Hanns Dustmann und Kurt Groote, später auch Julius Schulte-Frohlinde – Fuß gefasst hatten.
Arno Brekers Bruder Hans, der wie Arno als Bildhauer für das NS-Regime tätig gewesen war (Bronzerelief des Marineehrenmals in Laboe 1935/36, Ährenlesergruppe und Sämann für die Ausstellung Schaffendes Volk in Düsseldorf 1937, Plastik für das NS-Mutterheim in Meisenheim am Glan 1939), zog 1954 ebenfalls nach Düsseldorf. Arno Breker bezog das frühere Atelier des Tierbildhauers Josef Pallenberg an der Niederrheinstraße 239 in Düsseldorf-Lohausen und heiratete 1958 – zwei Jahre nach dem Tod seiner ersten Frau Demetra – die 26 Jahre jüngere Charlotte Kluge, mit der er zwei Kinder bekam (Sohn Gerhard, geb. 1959, und Tochter Carola, geb. 1962).

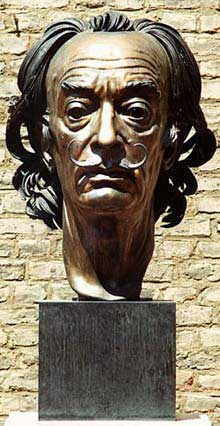
Salvador Dalí, 1975

Nach 1945 erhielt Breker kaum noch öffentliche, jedoch zahlreiche private Aufträge: Er porträtierte einflussreiche Industrielle – wie Hermann Josef Abs, Hugo Henkel, Günther und Herbert Quandt, Rudolf-August Oetker, Paul Girardet und Gustav Schickedanz –, Politiker – wie Konrad Adenauer, Ludwig Erhard –, Künstler – wie Jean Cocteau, Jean Marais, Salvador Dalí, Ernst Jünger, Ezra Pound – oder Kunstsammler wie Irene und Peter Ludwig, und bezog angeblich Gagen von bis zu 150.000 Mark. Er war befreundet mit Salvador Dalí und Ernst Fuchs. Über die Freundschaft der drei Künstler, die sich als Goldenes Dreieck bezeichneten, sagte Dalí: „Breker-Dalí-Fuchs. Man kann uns wenden wie man will, wir sind immer oben.“ Über Breker, den er als einen großen Künstler ansah und in seiner Fernsehsendung über Künstler lobte, sagte er: „Breker hat meine Seele eingefangen.“
Seit 1970 arbeitete Breker auf Wunsch König Hassan II. von Marokko an einem Denkmal zur Befreiung Afrikas, das auf dem Großen Platz der Vereinten Nationen in Casablanca stehen sollte. Den Auftrag hatte er durch Vermittlung von Jacques Benoist-Méchin bekommen, der mit dem König befreundet war. Brekers bekannter Löwe war eine Studie für dieses Projekt. Nach dem Attentat auf den König 1971, bei dem auch Benoist-Méchin und Breker anwesend waren und wie der König nur knapp dem Tode entgingen, wurde das Denkmalprojekt aufgegeben.

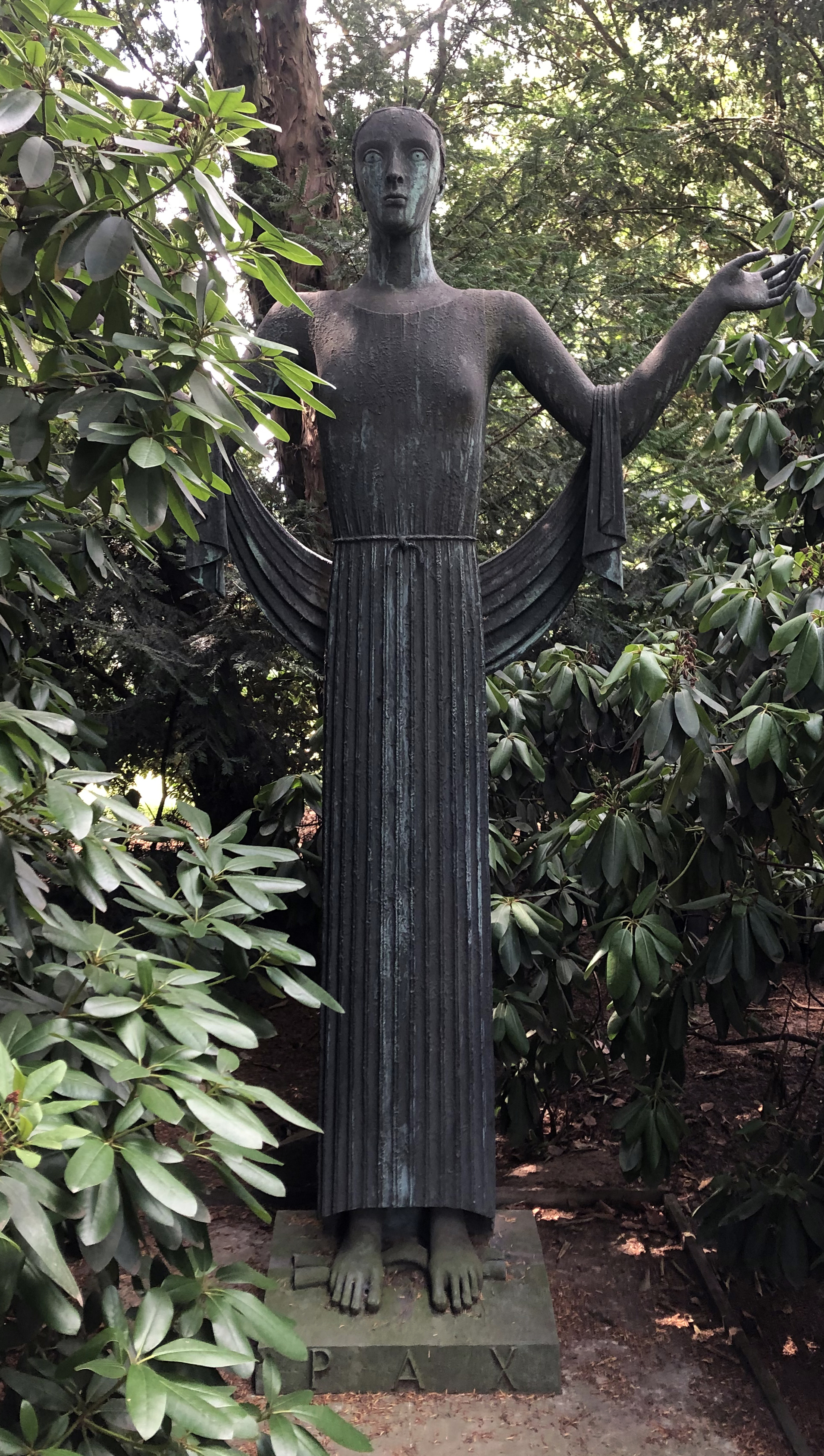
Pax-Skulptur auf Brekers Grab, Nordfriedhof in Düsseldorf (2019)

Breker behielt seine Vorliebe für Porträtbüsten und athletische, meist männliche Körper. Bis in die 1980er Jahre arbeitete er, der nach eigenen Angaben „von Muskeln nie genug kriegen“ konnte (Breker 1980), nach Sportlermodellen. Die Zehnkämpfer Kurt Bendlin und Jürgen Hingsen, die Hochspringerin Ulrike Nasse-Meyfarth, der Turner Eberhard Gienger sowie die Schwimmer Walter Kusch und Peter Nocke standen ihm Modell für seinen „Olympia-Zyklus“.

### Breker als Architekt
Breker befasste sich zeitlebens mit Architekturprojekten. Sein früheres Fachstudium in Düsseldorf war nach Angaben von Albert Speer auch hilfreich für die Pläne der Neugestaltung Berlins. Nach 1945 wirkte er unter anderem bei der Gestaltung der Gerling-Konzernzentrale in Köln mit. Wegen des monumentalen Charakters der Bauten, die Erinnerungen an die Kolossalgebäude Albert Speers weckten, wurde das Gebäude-Ensemble von der Bevölkerung schon bald „Kleine Reichskanzlei“ genannt. Hier geriet Breker schon allein deshalb in Kritik, weil die beteiligten Architekten und Bauleiter (Kurt Groote, Karl Piepenburg, Helmut Hentrich, Hans Heuser) wie die unterstützenden Gutachter Friedrich Tamms und Hans Mehrtens bereits im „Dritten Reich“ führend tätig waren. Nach Dissonanzen mit Hans Gerling, dem Sohn des Konzern-Gründers Robert Gerling, legten die Architekten Helmut Hentrich und Hans Heuser ihren Auftrag nieder und das Gebäude wurde unter der formalen Leitung Brekers von Hans Gerling in eigener Regie vollendet. Breker war hier aktiv als Bildhauer tätig. Die Figuren auf dem zentralen Brunnen am Gereonshof stammen von ihm, ebenso mehrere an den Wänden der Gebäude angebrachte Reliefs: Darstellungen der Heiligen Drei Könige, St. Georg und St. Martin, St. Christophorus sowie andere Figurengruppen.
1955/1956 entwarf Breker das inzwischen denkmalgeschützte Büro- und Wohngebäude für den Gerling-Konzern in der Körnerstraße 45 in Hagen, 1957 das heute ebenfalls denkmalgeschützte Bürogebäude Jägerhofstraße 21 in Düsseldorf-Pempelfort.
Nach der deutschen Wiedervereinigung stellte Breker Rückübertragungsansprüche bezogen auf das Rittergut Jäckelsbruch, besuchte das Objekt jedoch nicht wieder. Die Ansprüche wurden abgelehnt, die Immobilie befindet sich im Eigentum der Stadt Wriezen, bis auf das eigentliche Ateliergebäude und das Wohnhaus von Brekers Eltern.

## Ehrungen, Würdigungen
Nach einem Bericht der Zeitschrift Stern nahm Breker in den 1970er Jahren den Goldenen Ehrenring des rechtsextremen Deutschen Kulturwerkes Europäischen Geistes entgegen. 1986 lobte Breker den „kulturell anspruchsvollen Stil“ des rechtsextremen Blattes Deutsche Monatshefte und veröffentlichte hier in Heft 12 einen Beitrag über den französischen Bildhauer Aristide Maillol. Nach Brekers Tod trauerte das antisemitische Blatt Die Bauernschaft (Verleger Thies Christophersen) um seinen Leser Breker.
Umstritten in Person und Werk, erfuhr Breker auch vielfache Würdigung weit jenseits der nationalsozialistischen Geisteswelt, insbesondere durch Künstlerkollegen und Kunstkenner. Zitieren lassen sich:
- Charles Despiau: „Breker eröffnet neue Dimensionen in der Darstellung des Menschen.“ (1937)
- Aristide Maillol: „Breker ist der deutsche Michelangelo des XX. Jahrhunderts.“ (1942)
- Ernst Fuchs: „Arno Breker ist der wahre Prophet des Schönen.“ (1972)
- Salvador Dali: „Gott ist die Schönheit und Arno Breker sein Prophet.“ (1975)
- Peter Ludwig: „Ich finde, dass Breker ein interessanter Künstler ist, ein großer Porträtkünstler. Auch er gehört zu denjenigen, deren Leistung einfach mit Schlagworten zur Seite gedrückt wird.“ (1986)

## Nachlass
Ein Teil seines schriftlichen Nachlasses befindet sich im Deutschen Kunstarchiv im Germanischen Nationalmuseum in Nürnberg.

## Werk (Auswahl)

### Bis 1934

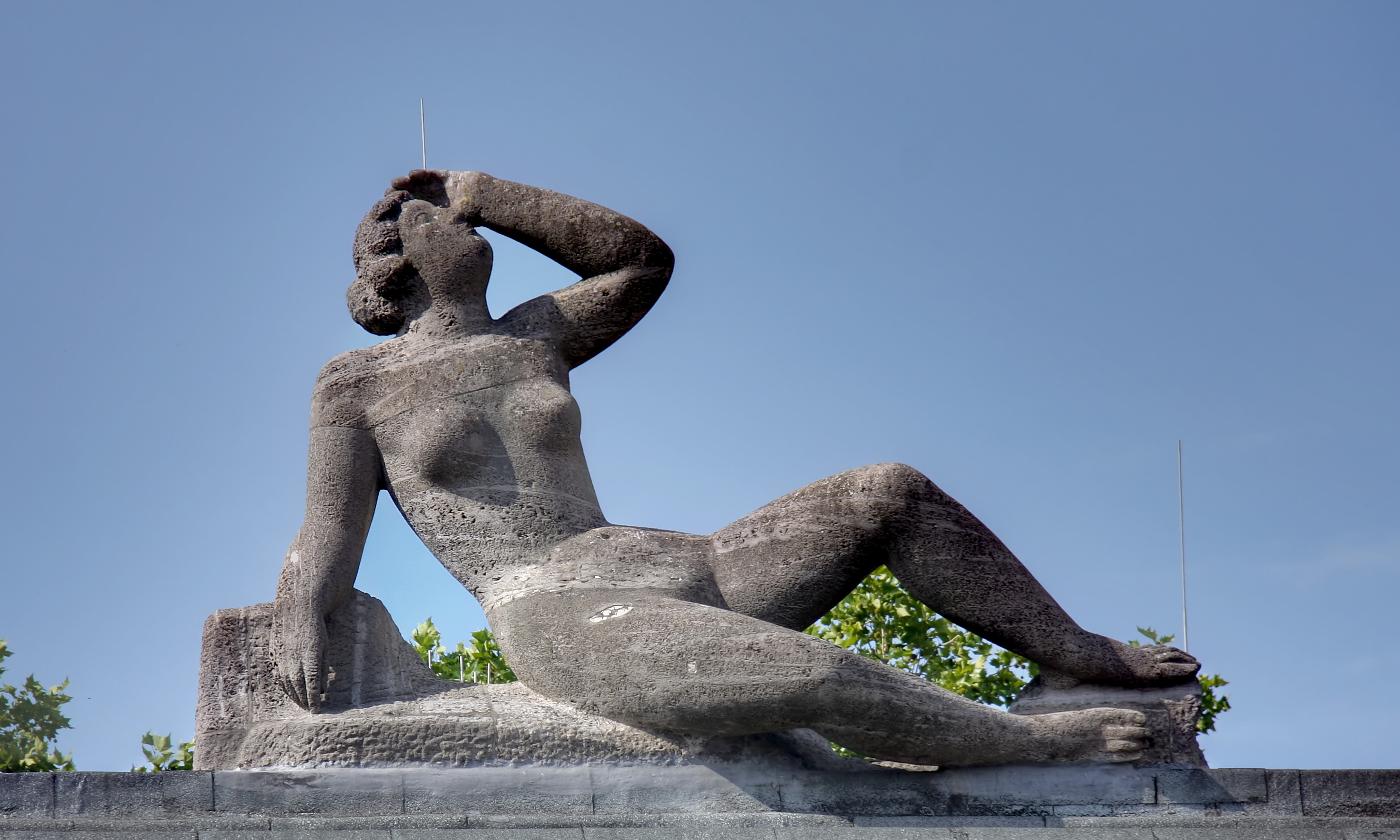
Aurora (1924) auf dem Dach des Museums Kunstpalast in Düsseldorf

- Bronzebüste: Baron von Mirbach. 1920.
- Skulptur: Stehende. 1922.
- Skulptur: Aurora. auf dem Gesolei-Gebäude, Düsseldorf 1924.
- Bronzebüste: Friedrich Ebert. Berlin 1924 (erster Staatsauftrag).
- Bronzebüste: Walter Kaesbach. Düsseldorf, 1925.
- Bronzebüste: Artur Kaufmann. 1925.
- Bronzebüste: Herbert Eulenberg. 1925/26.
- Bronzebüste: Otto Dix. Paris 1926/27.
- Bronzebüste: Isamu Noguchi . Paris 1927.
- Bronzebüste: Hermann Kesser. 1927.
- Skulptur: St. Matthäus. 1927.
- Skulptur: Akt mit gebeugten Armen. 1927.
- Bronzebüste: Moissey Kogan. Paris 1927/28.
- Bronzebüste: Walter Lindgens. 1928.
- Bronzebüste: Illa Fudickar. 1929.
- Bronzebüste: Robert Gerling. 1929.
- Bronzebüste: Arnold von Guilleaume. 1929.
- Bronzebüste: Jean Cocteau. 1929.
- Skulptur: Das Gebet. 1929.
- Skulptur: Kniende. 1929.
- Skulptur: Heinrich Heine. 1930–1932.
- Bronzebüste: Abraham Frohwein. 1930.
- Bronzebüste: Heinrich Heine . 1930.
- Bronzebüste: Hugo Lenzberg. 1930.[23]
- Bronzebüste: Edith Arnthal. 1930/31.
- Bronzebüste: Demetra Breker. 1931.
- Bronzebüste: Nico Mazaraki. 1931.
- Bronzebüste: Robert Valancey. Paris 1931.
- Bronzebüste: Prinz Georg von Bayern. 1932.
- Bronzebüste: Andreas von Siemens Berlin 1932.
- Bronzebüste: Nina Bausch. 1933.
- Bronzebüste: Olga von Dahlgreen. 1933.
- Bronzebüste: Victor Manheimer. 1933.
- Bronzebüste: Nora von Schnitzler. 1933.
- Bronzebüste: Max Liebermann. 1934.
- Bronzebüste: Gottfried Bermann-Fischer. 1934.
- Bronzebüste: Max Baldner. 1934.
- Bronzebüste: Kurt Edzard, 1934
- Bronzebüste: Graf von Luckner. 1934.
- Bronzebüste: Anne-Marie Merkel. 1934/35.
- Bronzebüste: Pütze von Siemens. 1934/35.

### 1935–1945
- Skulptur: Prometheus (1935)

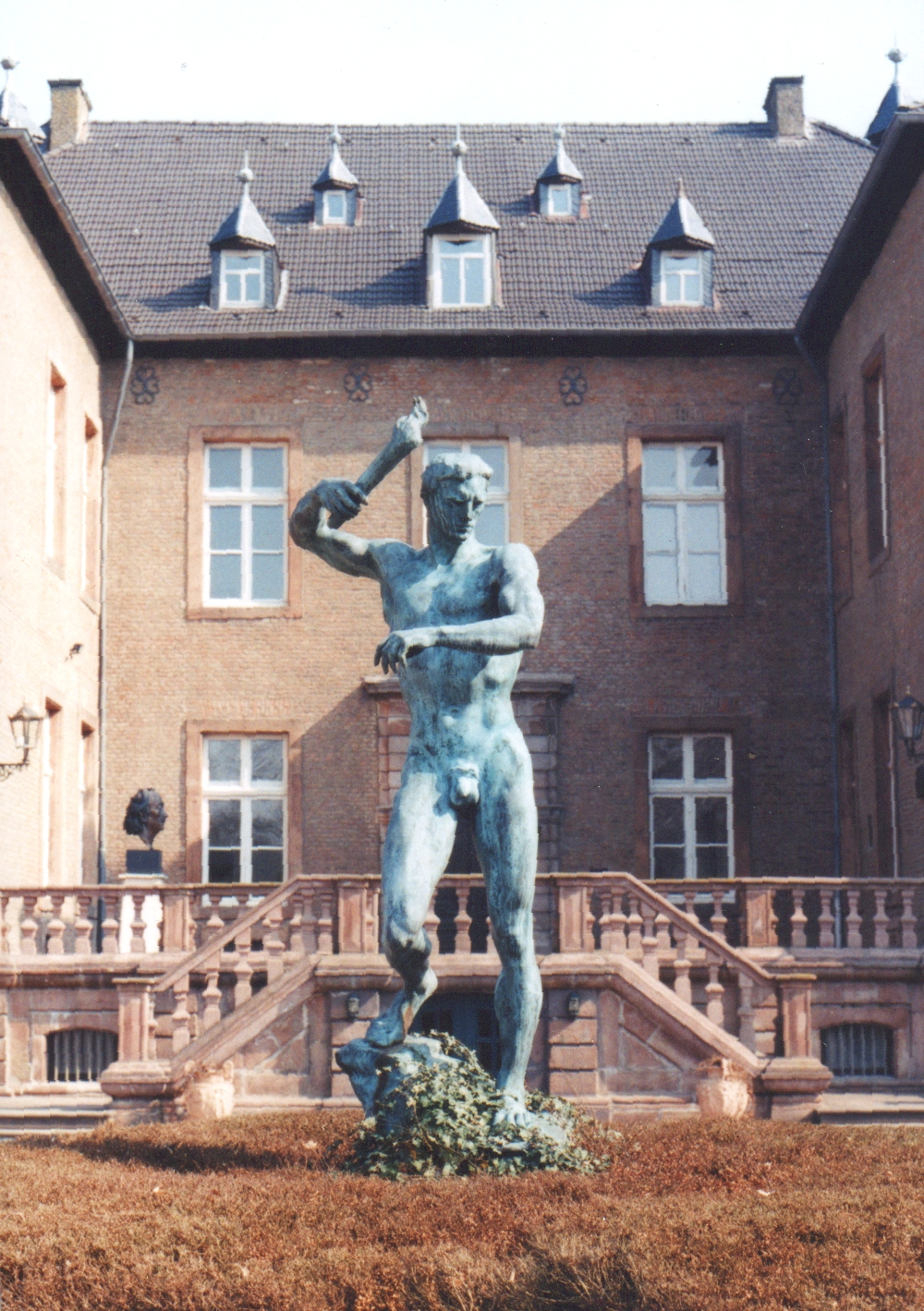
Prometheus

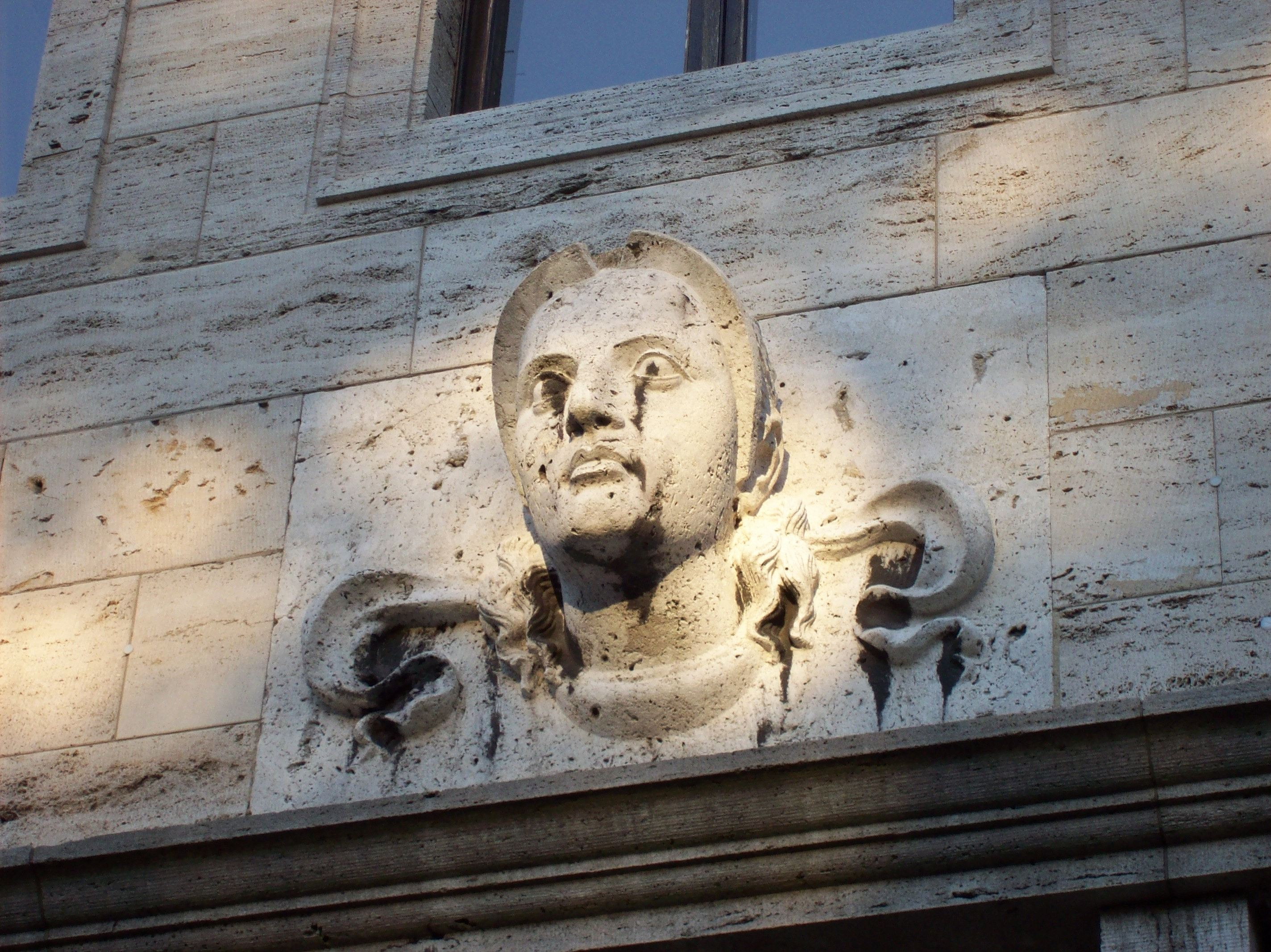
Frauenkopf an der Jugoslawischen Gesandtschaft

- Relief am Gebäude der Lebensversicherung Nordstern, Berlin (1936)
- Skulptur: Der Zehnkämpfer fürs Olympia-Stadion, Berlin (1936)
- Skulptur: Die Siegerin fürs Olympia-Stadion, Berlin (1936)
- Skulptur: Dionysos fürs Olympia-Dorf, Berlin (1936)
- Skulptur: Der Verwundete (1938)
- Skulptur: Der Rosseführer (1938)
- Relief: Der Genius (1938)
- Relief: Der Kämpfer (1938)
- Bronzen: Löwenbastion am Maschsee in Hannover (1938)
- Skulptur: Anmut (1938)
- Bronzebüste: Adolf Hitler (1938, ausgestellt ab 1939 in München[24])
- Skulptur: Fackelträger („Die Partei“) im Hof der Neuen Reichskanzlei (1939)
- Skulptur: Schwertträger („Die Wehrmacht“) im Hof der Neuen Reichskanzlei (1939)
- Skulptur: Der Wäger (1939)
- Skulptur: Der Wager (1939)
- Skulptur: Bereitschaft (1939)
- Relief: Wappen des Königreichs Jugoslawien und Frauenkopf am Gebäude der Jugoslawischen Gesandtschaft in Berlin (1939/40)
- Relief: Der Rächer (1940)
- Relief: Kameraden (1940), Breker-Museum
- Relief: Bannerträger (1940)
- Relief: Abschied (1940)
- Relief: Vernichtung (1940)
- Relief: Opfer (1940)
- Skulptur: Schreitende (1940)
- Marmorplastik: Romanichel (1940), Kunsthaus Dahlem 2020/2021[25]
- Relief: Aufbruch der Kämpfer (1940/41)
- Relief: Der Rufer (1941)
- Relief: Orpheus und Eurydike (1944), Breker-Museum
- Skulptur: Der Wächter (1941)
- Relief: Auszug zum Kampf (1941)
- Skulptur: Psyche (1941)
- Skulptur: Berufung (1941)
- Skulptur: Der Künder (1942)
- Skulptur: Der Sieger (1942)
- Skulptur: Kniende (1942)
- Skulptur: Eos (1942)
- Portraitbüste: Gerhart Hauptmann (1942)
- Skulptur: Flora (1943)
- Marmorbüste: Richard Wagner
- Relief: Apollo und Daphne
- Bronzebüste: Maillol (1943)

### Ab 1946
- Porträtbüste: John Streep

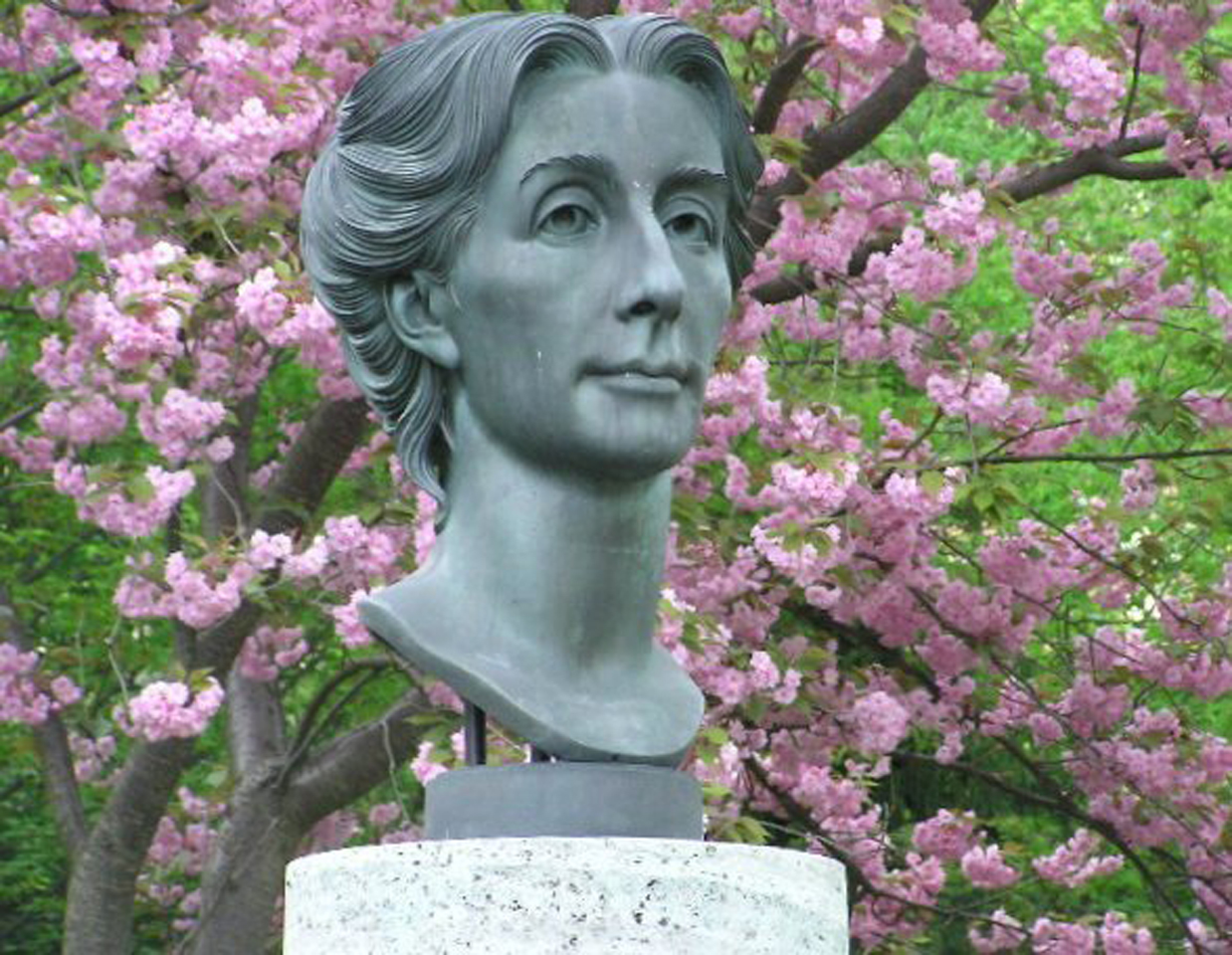
Cosima Wagner, 1982. Auftrag der Stadt Bayreuth

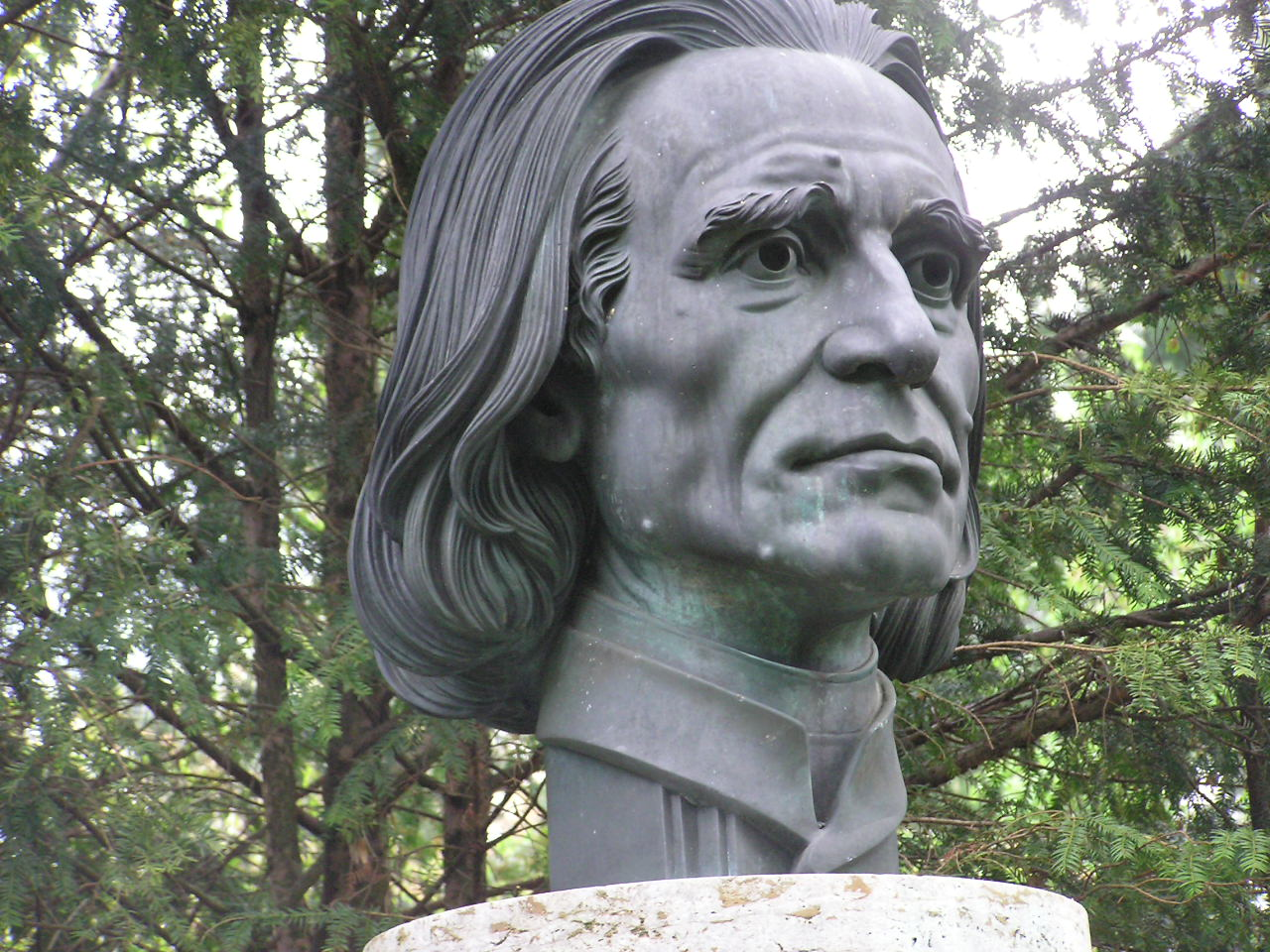
Franz-Liszt-Büste im Festspielpark Bayreuth

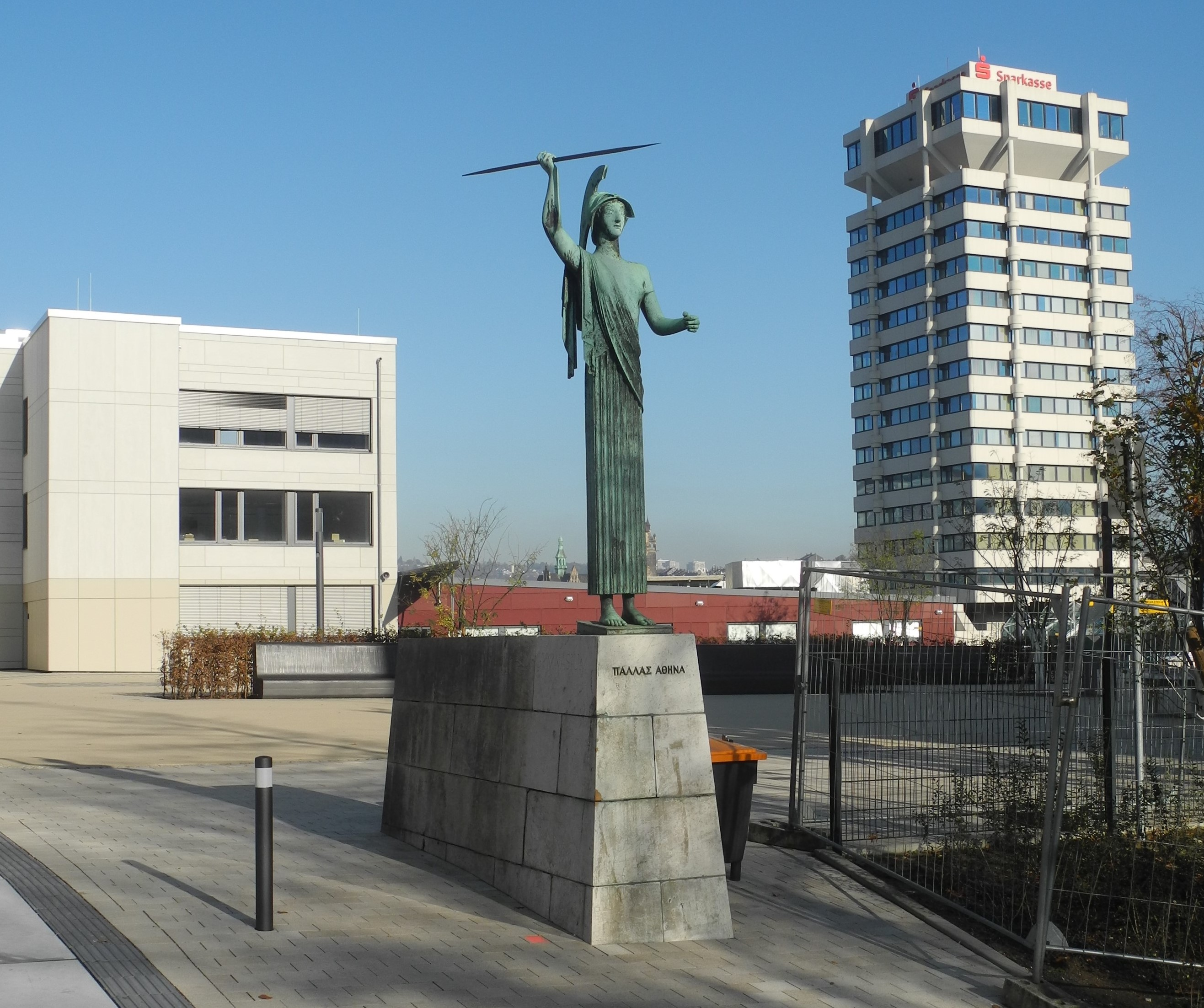
Pallas Athene in Wuppertal

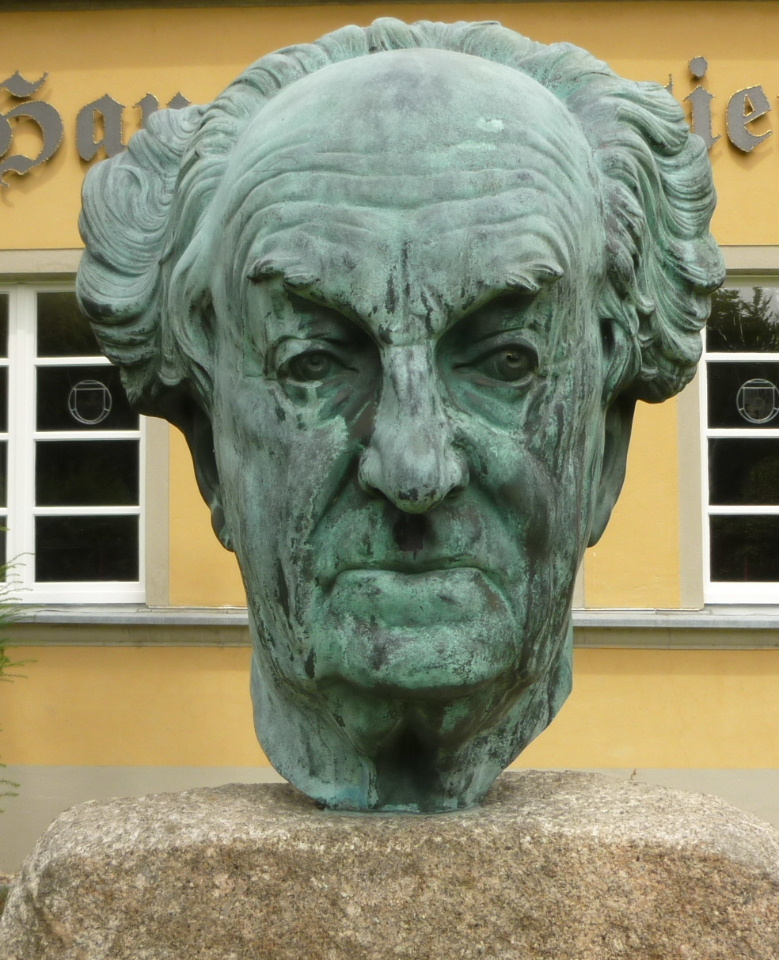
Gerhart Hauptmann (1988)

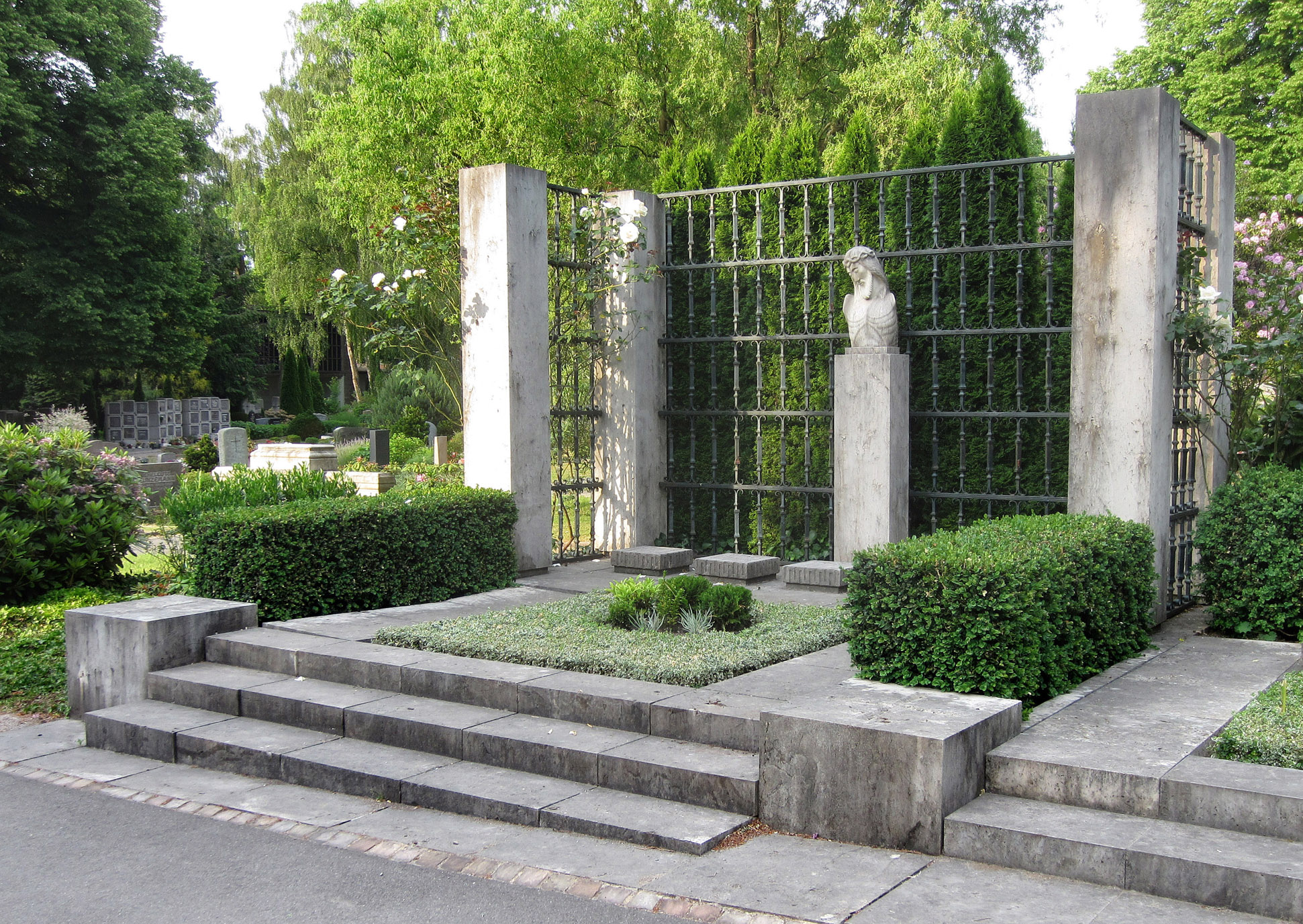
Grabmal der Familie Albano Müller in Schwelm, 1950 (ohne Jesus-Büste)

- Bronzebüste: Konrad Adenauer, (u. a. bei Konrad-Adenauer-Stiftung)
- Bronzebüste: Ludwig Erhard, (u. a. bei Ludwig-Erhard-Stiftung)
- Bronzebüste: Hermann Josef Abs
- Bronzebüste: Rudolf August Oetker
- Bronzebüste: Paul Girardet
- Bronzebüste: Gustav Schickedanz
- Bronzebüsten: Günther und Herbert Quandt
- Bronzebüste: Jean Cocteau, 1962/1963 (u. a. in Grabeskapelle Cocteau in Milly-la-Foret)
- Bronzebüste: Jean Marais, 1962 Paris.
- Bronzebüste: Ernst Jünger, 1981 (u. a. im Haus der Geschichte der Bundesrepublik Deutschland, Bonn)
- Relief Porträt Joe F. Bodenstein, 1981 Berlin, Museum Europäischer Kunst, Nörvenich
- Bronzebüste: Haile Selassie 1955
- Bronzebüste: Hans Erkelenz, 1956 (Sammlung EKS)
- Bronzebüste: Katja Granoff, 1961 (Collection Hedwige Soder, Paris)
- Bronzebüste: Ezra Pound, 1967, Paris/Venedig
- Bronzebüste: Friedrich Sieburg
- Bronzebüste: Winifred Wagner, 1977 (u. a. Sammlung Wagner, Bayreuth)
- Bronzebüste: Léopold Sédar Senghor, 1977/78, Dakar/Paris (u. a. in Salzburg)
- Silbergussmedaille (einseitig 0.835): Carl Underberg zum 60. (1956)
- Reliefs: Hl. 3 Könige, St. Georg, St. Martin und St. Christophorus am Gerling-Neubau in Köln (1954–1958)
- Skulptur: Diana mit dem Speer (um 1955) im Haus der Geschichte der Bundesrepublik Deutschland
- Skulptur: Pallas Athene für das Wilhelm-Dörpfeld-Gymnasium in Wuppertal (1957)
- Skulptur: Pax-Motiv auf zwei Schlangen stehend und einen Ölzweig haltend auf der Grabstätte der Familie Hellmut Giradet, Friedhof an der Krummacherstraße in Wuppertal
- Standbilder 1976 (Idealsportler): Ulrike Meyfarth, Jürgen Hingsen, Walter Kusch, Kurt Bendlin, Eberhard Gienger und Peter Nocke
- Einseitige Bronzegussmedaille ohne Jahr (1982), 143 mm: Johann Wolfgang von Goethe 150. Todestag († 22. März 1832)
- Einseitige Bronzegussmedaille ohne Jahr (1982), 143 mm: Ganymed (Rückseite der Goethe-Medaille)
- Kleinbronze: Sonnenanbeterin (Auflage: 300)
- Bronzebüsten: Peter und Irene Ludwig (Sammlung Ludwig)
- Bronzebüste: Salvador Dalí (u. a. Moore-Collection, Spanien)
- Bronzebüste: Ernst Fuchs (u. a. Sammlung Fuchs, Wien)
- Bronzebüsten: Richard Wagner, Cosima Wagner, Franz Liszt für das Bayreuther Festspielhaus
- Bronze: Heinrich Heine, Denkmal auf Norderney (1983 variiert nach dem Entwurf von 1930)
- Bronzebüste: Gerhart Hauptmann (1988)
- Bronzebüste: Selbstbildnis, 1991
- Porträts von Ronald Reagan, George H. W. Bush, und Karl Carstens in Salut America. West Art, New York.[26]

### Denkmale
- Remscheid-Lennep: Wilhelm-Konrad-Röntgen-Denkmal (1931; im Auftrag der Rheinisch-Westfälischen Röntgengesellschaft)[27]
- Rheinberg-Budberg: Kriegerdenkmal 1914–1918, auf dem Friedhof (enthüllt 6. November 1927)

### Architektur
- Schwelm: Grabmal der Familie Albano Müller (Bild), 1950, evangelischer Friedhof Schwelm[28]
- Hagen: Bürohaus des Gerling-Konzerns (Bild), 1955/56, Körnerstraße 45
- Düsseldorf: Bürohaus des Gerling-Konzerns (Bild), 1957/58, Jägerhofstraße 21

### Schriften, Bildbände
- Albert Buesche: Arno Breker: Einführung und Geleit durch die Ausstellung in der Orangerie des Tuileries. Desfossés, Paris 1942. Fotos Charlotte Rohrbach, Marc Vaux.[29]
- Im Strahlungsfeld der Ereignisse 1925–1965: Leben und Wirken eines Künstlers. Porträts, Begegnungen, Schicksale. Waldemar Schütz, Preußisch Oldendorf, 1965, 1972.[30]
- Paris, Hitler et Moi. Presses de la Cité, Paris 1970.
- Bildnisse unserer Epoche. Arno Breker. Podzun-Verlag, Dorheim 1972
- André Müller: Entblößungen. Interviews. Wilhelm Goldmann, München 1982, ISBN 978-3-442-03887-9 (verschiedene Interviewpartner Müllers, darunter Breker; Volltext siehe unten bei den Weblinks, bei Perlentaucher.de).
- Volker Probst (Hrsg.): Breker, Schriften. Marco, Bonn 1983, ISBN 978-3-921754-19-1.
- Begegnungen und Betrachtungen. Marco, Bonn 1987, ISBN 3-921754-27-5.
- Über allem Schönheit. Skulpturen, Reliefs, Medaillen, Druckgraphik. Galerie für gegenständliche Kunst, Kirchheim unter Teck 2000, ISBN 3-935172-02-8.
- Arno Breker – Zeichnungen, Dessins, Drawings. Hg. Uwe Möller. Marco, Bonn 2000, ISBN 3-921754-37-2.
- Arno Breker – Sculpteur, Dessinateur, Architecte. Ronald Hirlé, Paris 2006, wieder 2010, ISBN 978-2-914729-83-3.
- Diesem Regime durfte man keine Denkmäler bauen ... Der Briefwechsel zwischen Arno Breker und Albert Buesche. Carola Breker, Rainer Hackel (Hg.). Traugott Bautz, Nordhausen 2018, ISBN 978-3-95948-349-0.

## Ausstellungen: Einzel- und Gemeinschaftsausstellungen nach 1945

### Überblick

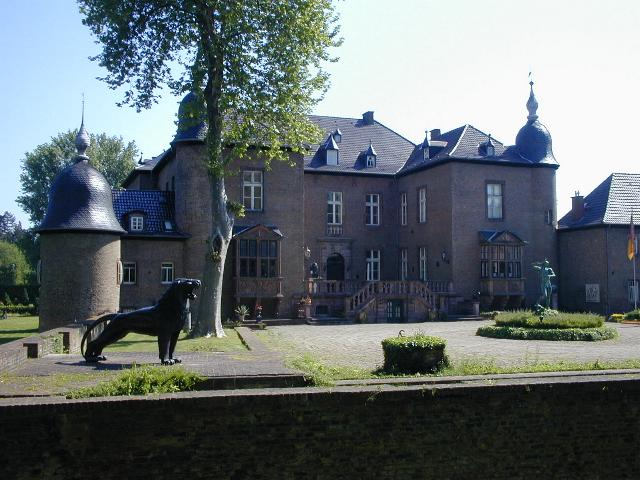
Breker-Museum Nörvenich. Im Hof eine Löwenfigur und der Prometheus von Breker.

Auf Schloss Nörvenich (Kreis Düren) – seit 1980 im Besitz der Bodenstein-Familie – befindet sich das Museum Europäischer Kunst, das im Wesentlichen der Arbeit Arno Brekers und Arbeiten seiner Künstlerfreunde Salvador Dalí und Ernst Fuchs gewidmet ist.
In England wurde 2001 vom Henry-Moore-Institute in Leeds eine Ausstellung konzipiert. Anschließend wurden die Originale, nachdem zuvor hauptsächlich Fotografien zu sehen waren, in Berlin und Bremen gezeigt. Die Ausstellungen liefen unter dem Namen: Talking Positions.
In Schwerin fand vom 22. Juli bis 22. Oktober 2006 die erste Ausstellung von Werken Brekers nach 1945 in einem deutschen städtischen Ausstellungshaus, dem Schleswig-Holstein-Haus, statt. In der Ausstellung wurden die expressiven frühen Plastiken ebenso wie die Entwürfe der 1930er und 1940er Jahre und Arbeiten zwischen 1945 und 1991 gezeigt. Die umstrittene Ausstellung war mit 35.500 Besuchern ein großer Erfolg.
Werke Brekers stehen in The Tokyo Museum, Japan, im Centre Pompidou, Paris, sowie in einigen deutschen Museen.

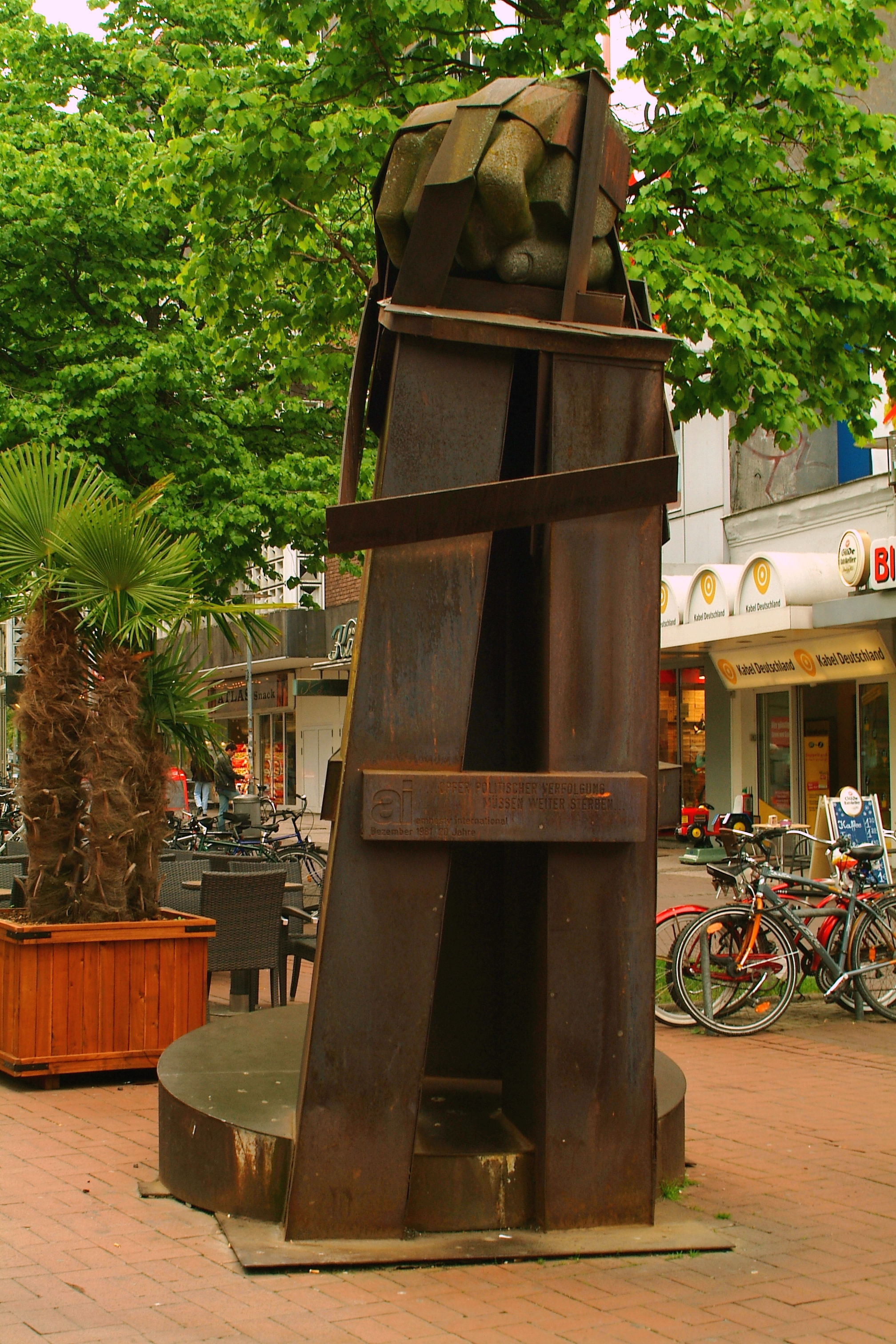
Bogside 69 – Skulptur von Hans-Jürgen Breuste in Hannover, unter Verwendung einer Breker-Faust

Hans-Jürgen Breuste entnahm die in Eisenbändern gefangene Faust seines Kunstwerks Bogside 69 aus einem Steinbruch, in dem zuvor der im Nationalsozialismus tätige Bildhauer Arno Breker und seine Schüler an ideologischen Großskulpturen arbeiteten. Der Künstler verknüpfte mit seiner Skulptur die Menschenrechtsorganisation Amnesty International, die Gewalt im Nationalsozialismus und die Verletzungen der Bürgerrechte im Nordirlandkonflikt in der Bogside 1969 – auf die sich der Titel der Skulptur bezieht – zu einem globalen Assoziationsraum. Breuste verband sein historisches Fundstück mit seinem künstlerischen Schaffen so, dass die Betrachter – selbst ohne Kenntnis der Herkunft der Faust – assoziativ die Verbindung zu den Zielen und Idealen von Amnesty International spüren.

### Ausstellungen nach 1945 (Auswahl)
- 1972: Galerie MARCO, Bonn (und folgende Jahre)
- 1974: Frankreich: Paris Galerie Le petit Pommery
- 1978: Österreich: Salzburger Kulturvereinigung, Salzburg
- 1976: Frankreich: Paris Galerie Art 206.
- 1981: Berlin, Studio de L’Art
- 1982: Frankreich: Galerie de Beaux Art, Paris
- 1985: USA, US-Museum of European Art, New York
- 1990: Museum Arno Breker Schloß Nörvenich: „Arno Breker 90 Jahre“, Retrospektive
- 1996: „Arno Breker. Ein Leben für das Schöne.“ Museums Arno Breker Schloß Nörvenich. Breit angelegte Monographie über das gesamte Schaffen Arno Brekers.[32]
- 2000: Berlin: Jahrhundert-Ausstellung Altes Museum
- 2000: Bonn: „Artemis Artemisia“, Frauen Museum, Bonn
- 2000: Kirchheim/Teck: Galerie für gegenständliche Kunst
- 2000/2001: Martin-Gropius-Bau Berlin: „Wunderkammern des Wissens“
- 2001: England: Leeds, Henry-Moore-Institute „Taking Positions“
- 2001/2002: Berlin Georg Kolbe-Museum, „Taking Positions“.
- 2002: Bremen, Gerhard Marcks-Haus, „Taking Positions“.
- 2002: Neuss: Clemens-Sels Museum, Moissey Kogan
- 2002: München: Staatskanzlei: „Konrad Adenauer – Deutscher und Europäer“.
- 2002/2003: Haus der Geschichte der Bundesrepublik Deutschland: Leni Riefenstahl.
- 2003: Münchner Stadtmuseum: Richard Wagner.
- 2004/2005: Frankreich: Musée Cité de la musique, Paris.
- 2006: Schwerin, Schleswig-Holstein-Haus.
- 2007: Berlin: Deutsches Historisches Museum (Pei-Bau). „Kunst und Propaganda im Streit der Nationen 1930–1945.“ (Deutschland, Sowjetunion, Italien, USA) vom 26. Januar bis 29. April 2007.
- 2007: Spanien: Fundació La Caixa Barcelona (26. Februar bis 27. Mai 2007)
- 2007: Nörvenich: Museum Europäischer Kunst, „Drei Freunde: Arno Breker, Salvador Dalí, Ernst Fuchs.“ (1. Mai bis 30. September)
- 2007/2008: Kunsthalle Bielefeld: „1937. Perfektion und Zerstörung.“ Mit Arbeiten von Arno Breker, Salvador Dalí, Pablo Picasso, Joan Miró, Man Ray, Max Ernst u. a. (30. September 2007 bis 13. Januar 2008)
- 2009: Nörvenich: Breker-Museum Schloss Nörvenich: Fotodokumente zur Klassischen Periode.
- 2010: Nörvenich: Schloss, Arno Breker, Elfriede Vogel u. a. zeitgenössische Kunst, ganzjährig.
- 2013: Nörvenich: „Jean Cocteau und Arno Breker: Eine Künstlerfreundschaft.“ Zum 50. Todestag von Cocteau, Museum Europäische Kunst

## Brekers Meisterschüler
- Bernhard Heiliger (1915–1995)
- Gregor Kruk, Ukraine (1911–1986)
- Erwin A. Schinzel (1919–2018)
- Manfred Welzel (1926–2018)
- Alfred Sachs (1907–1990)[33]

## Arno Breker-Gesellschaft
Die Arno Breker Gesellschaft 1979 (ABG) hat das Ziel, Leben und Werk in kunstgeschichtlicher und historischer Sicht zu bewahren. In den USA gibt es die Arno Breker Society International. Ihre Zuständigkeitsbereiche sind Amerika, insbesondere die USA, und Australien. Die ABG hat einen Freundeskreis, dem jedermann beitreten kann. Die in aller Welt lebenden Mitglieder, die sich wegen der Distanz nicht regelmäßig treffen können, üben kein Stimmrecht aus. Sie verstehen sich als Förderer der Schönen Künste. ABG-Präsident ist durch Wahl seit 2010 der Deutsche Sigurd K. Kuepper.

## Dokumentarfilme
- Zeit der Götter. Der Bildhauer Arno Breker, Regie: Lutz Dammbeck, SWF, 1993.
- Arno Breker – Skulpturen und Musik, Marco J. Bodenstein, 20 Minuten, Marco-Edition Bonn.
- Arno Breker – Deutsche Lebensläufe, Farbfilm 60 Minuten, Regie:Dagmar Wittmers SR, 2002
- Paris-Rom-Berlin und Arno Breker, mit Interview von Albert Speer. Farbfilm, 60 Minuten, EKS Museum Europäische Kunst, Schloss Nörvenich (NRW)
- Breker oder nichts gelernt, 15 Minuten, Regie: Detlef Gumm und Hans-Georg Ullrich, 1981